# Tristan und Isolde (Oper)

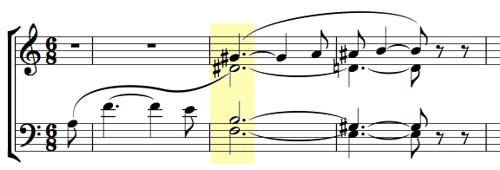
Der so genannte Tristan-Akkord (Musiktheorie)

Tristan und Isolde ist ein Musikdrama von Richard Wagner, der das Werk selbst als „Handlung in drei Aufzügen“ bezeichnete. Die Uraufführung fand am 10. Juni 1865 im Königlichen Hof- und Nationaltheater München unter der Leitung von Hans von Bülow statt.

## Handlung

### Vorgeschichte
Das britische Königreich Cornwall, das von König Marke beherrscht wird, ist dem Königreich Irland zinspflichtig. Der irische Fürst Morold segelt nach Cornwall, um dort den fälligen Zins einzuholen. Es kommt zum Unabhängigkeitskrieg des Landes gegen Irland, und Morold wird von Markes Neffen und treuem Vasallen Tristan getötet. Statt des Zinses schickt Tristan Morolds Haupt nach Irland, an dessen Verlobte, die irische Königstochter Isolde. Später schwören die Herrscher von Irland und Cornwall sich „Urfehde“, also den Verzicht auf weitere Kämpfe.
Tristan ist bei dem Kampf gegen Morold schwer verwundet worden. Tristan weiß um Isoldes Heilkunde und lässt sich unter dem Pseudonym (und Anagramm) Tantris in einem Boot an die Küste Irlands treiben, um von ihr geheilt zu werden. Isolde pflegt ihn und erkennt in ihm den Mörder ihres Verlobten, da der Splitter, den sie aus Morolds Haupt gezogen hatte, genau in die Scharte in Tristans Schwert passt. Sie beschließt, den Wehrlosen mit seiner Waffe zu töten. Als Tristan ihr jedoch in die Augen blickt, verliebt sie sich in ihn und lässt das Schwert sinken. Sie heilt Tristan und lässt ihn inkognito nach Cornwall zurückkehren.
Wieder in Cornwall überredet Tristan seinen Herrn und Onkel König Marke, Isolde zu heiraten, um den Frieden mit Irland zu besiegeln. Als Brautwerber kehrt Tristan nach Irland zurück; das irische Königspaar willigt ein, Isolde, die ihr Geheimnis niemandem anvertraut hat, als Unterpfand des Friedens nach Cornwall an Marke zu geben. Mit Isolde an Bord segelt Tristan nach Cornwall zurück. Auf dem Schiff vermeidet er jeden Kontakt mit ihr.

### Erster Aufzug

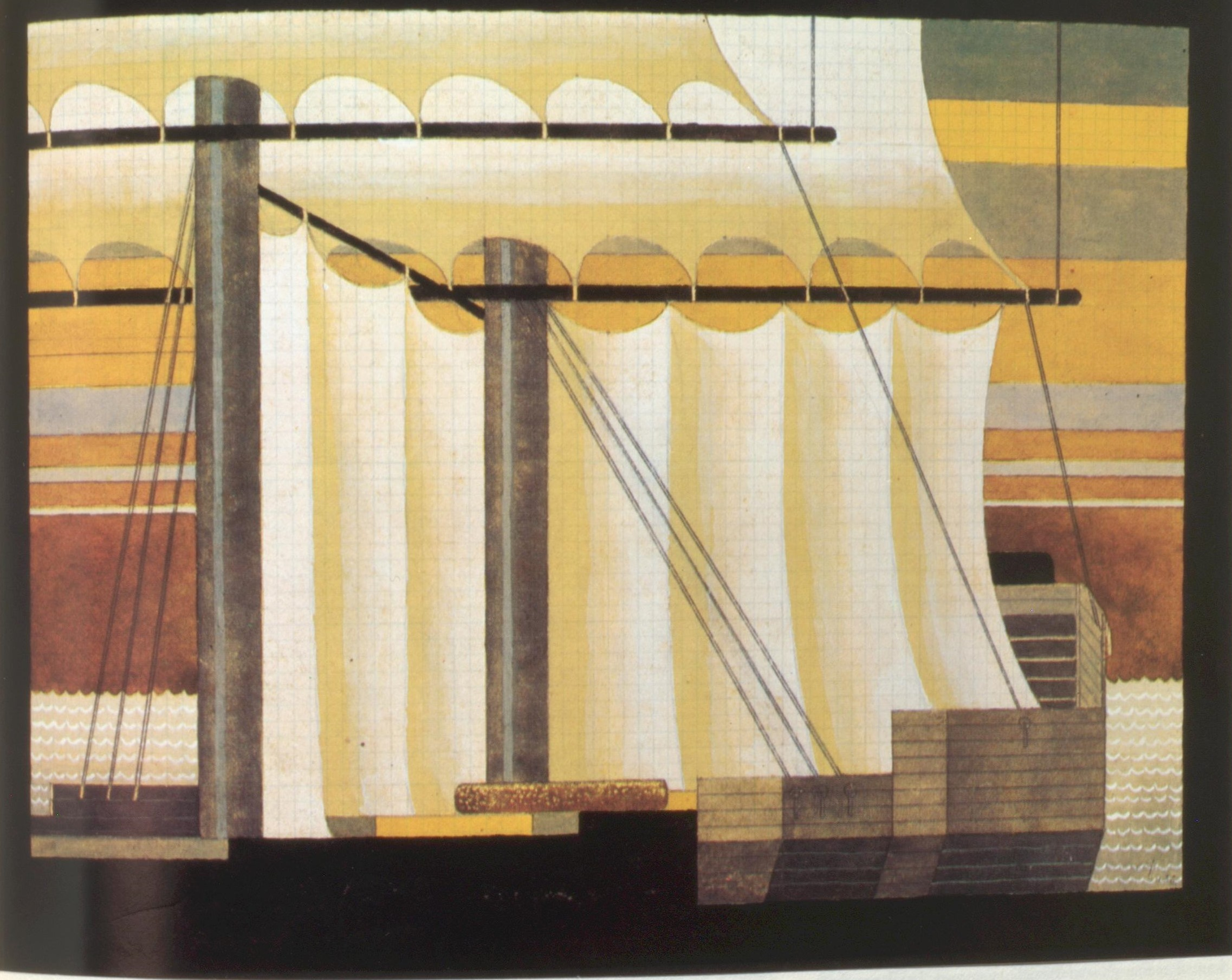
Bühnenbild von Ewald Dülberg für die Krolloper (wegen der Schließung 1931 nicht mehr realisiert)

Zeltartiges Gemach auf dem Vorderdeck eines Seeschiffes – Überfahrt von Irland nach Cornwall.
Isolde ist tief gedemütigt, dass sie dem „müden König“ von Cornwall als Friedenspfand zugeführt wird, vor allem aber, dass ausgerechnet Tristan, in den sie sich verliebt und dem sie das Leben geschenkt hat, die Rolle des Brautwerbers übernommen hat.
Durch ihre Dienerin Brangäne lässt sie Tristan zu einer Unterredung auffordern. Tristan lehnt diese ab. Tristans Gefolgsmann Kurwenal verspottet Brangäne: Sein Herr könne nicht der Magd dienen, die er dem König Marke schenke.
Isolde offenbart Brangäne, dass sie Tristan einst das Leben gerettet hat und dass er ihr ewige Dankbarkeit und Treue schwor. Sie könne die Qual nicht ertragen, ungeliebt ständig in der Nähe des „hehrsten Mannes“ zu sein. Brangäne missversteht sie und versucht, ihre Herrin damit zu trösten, dass sie von Isoldes Mutter eine Reihe von Zaubersäften erhalten habe, darunter einen Liebestrank für den Fall, dass sie an einen ungeliebten Gatten verheiratet werde. Isolde erklärt Brangäne, einzig der Todestrank sei für sie brauchbar.
Isolde lässt Tristan ausrichten, dass sie Cornwall nicht betreten werde, wenn er sie nicht zuvor für seine Schuld um Vergebung gebeten habe. Ihrer Dienerin Brangäne gibt sie den Auftrag, ihr, wenn Tristan kommt, den Todestrank zu reichen, um Tristan damit zu töten.
Tristan erscheint bei Isolde. Sie verlangt von ihm Genugtuung für den Mord an Morold, er willigt ein. Isolde reicht ihm einen Trank „zu sühnen alle Schuld“, wobei sie glaubt, der Trank werde ihm und ihr den Tod bringen. Tatsächlich aber hat Brangäne es nicht über sich gebracht, ihr den Todestrank zu reichen, und ihn gegen den Liebestrank ausgetauscht. Nachdem Tristan und Isolde davon getrunken haben, gestehen sie einander angesichts des bald erwarteten Todes ihre Liebe. In diesem Moment landet das Schiff in Cornwall.

### Zweiter Aufzug
Garten mit hohen Bäumen vor dem Gemach Isoldes – Cornwall.
König Marke ist mit seinem Gefolge auf nächtliche Jagd gegangen; Isolde erwartet unterdessen im Garten seiner Burg den heimlichen Besuch Tristans. Ungeachtet der Warnung Brangänes vor Tristans Freund Melot, der den Liebenden nachspioniere, löscht Isolde selbst die Fackel, womit sie dem Geliebten das vereinbarte Zeichen zu kommen gibt. Tristan stürzt in ihre Arme und beide versichern einander ihrer grenzenlosen Liebe, die selbst der Tod nicht beenden könne. Sie ersehnen die ewige Aufnahme in das „Wunderreich der Nacht“.
Die Nacht symbolisiert dabei die innerliche Welt der wahren, uneingeschränkten Liebe, der Tag steht im Gegensatz dazu für die äußerliche Welt der (Selbst-)Täuschung durch gesellschaftliche Zwänge wie dem Streben nach Ruhm und Ehre, welche Tristan beherrscht und zum Konflikt geführt hatten.
O sink hernieder, Nacht der Liebe,

gib Vergessen, daß ich lebe;

nimm mich auf in deinen Schoß,

löse von der Welt mich los!

So stürben wir, um ungetrennt –

ewig einig, ohne End’,

ohn’ Erwachen – ohn’ Erbangen –

namenlos in Lieb’ umfangen,

ganz uns selbst gegeben,

der Liebe nur zu leben!

Ohne Nennen, ohne Trennen,

neu Erkennen, neu Entbrennen;

ewig endlos, ein-bewußt:

heiß erglühter Brust

höchste Liebeslust!
In ekstatischen Beteuerungen ihrer Liebe ignorieren sie Brangänes Warnruf vor dem anbrechenden Tag, weihen sich vielmehr der ewigen Nacht und wünschen, dass nie mehr Tag werde und sie gemeinsam den Liebestod als höchste Vollendung ihrer Liebe stürben. In diesem Augenblick überraschen sie Marke und sein Hofstaat, vom Verräter Melot angeführt. Der König, der gesteht, Isolde aus Ehrfurcht nie berührt zu haben, ist bestürzt über die Untreue seines geliebten Neffen und Freundes Tristan, der verzweifelt versucht, die störenden „Tagsgespenster“ zu verbannen. Dann aber stellt sich Tristan der Realität und fasst den Entschluss, Isolde um ihrer beider Geheimnis willen in das „Wunderreich der Nacht“, in den Tod, vorauszugehen. Isolde versichert, ihm folgen zu wollen, wohin er auch gehe. Mit einem letzten Kuss für Isolde provoziert Tristan Melot derart, dass dieser gegen den Verräter das Schwert zieht. Tristan dringt auf ihn ein, verteidigt sich aber nicht und sinkt, von Melot schwer verwundet, in Kurwenals Arme.

### Dritter Aufzug
Garten auf Tristans Burg Kareol in der Bretagne.
Kurwenal hat seinen Herrn auf dessen Stammburg Kareol in der Bretagne gebracht. Dort durchlebt Tristan im Fiebertaumel noch einmal die Stationen seines Lebens, den frühen Verlust der Eltern, seine daher rührende Todessehnsucht und seine anfangs uneingestandene Liebe zu Isolde. Er sehnt sich nach dem erlösenden Tod, den ihm Isolde, wiederum als Heilerin, bringen soll. Mehrmals glaubt er, ein Schiff zu erspähen – Kurwenal hat nach Isolde geschickt –, wird aber von Halluzinationen getäuscht und verflucht den Liebestrank und sein Schicksal, Isolde nicht sehen und doch auch nicht sterben zu können. Endlich wird die Ankunft von Isoldes Schiff gemeldet. Als Isolde zu ihm eilt, reißt Tristan sich ekstatisch die Verbände vom Leib und stirbt in ihren Armen.
Ein zweites Schiff legt an, darin Marke mit seinem Gefolge und Brangäne. Kurwenal wirft sich den vermeintlich feindlichen Eindringlingen mit seinen Leuten entgegen und erschlägt Melot, wird aber selbst im Kampf tödlich verletzt. Marke beklagt die Toten: Er ist gekommen, um Tristan mit Isolde zu vermählen, nachdem ihm Brangäne die Zusammenhänge um das Verhältnis des Liebespaares offenbart hat. Isolde jedoch sinkt mit einer Vision, in der sie sich mit Tristan vollkommen vereint sieht, „wie verklärt“ über dessen Leiche.
Mild und leise wie er lächelt,

wie das Auge hold er öffnet –

seht ihr’s Freunde? Säht ihr’s nicht?

Immer lichter wie er leuchtet,

sternumstrahlet hoch sich hebt?

Seht ihr’s nicht?

Wie das Herz ihm mutig schwillt,

voll und hehr im Busen ihm quillt?

Wie den Lippen, wonnig mild,

süßer Atem sanft entweht –

Freunde! Seht!

Fühlt und seht ihr’s nicht?
Sie ertrinkt „in des Welt-Atems wehendem All“ – „ertrinken, versinken, unbewusst – höchste Lust!“ sind Isoldes letzte Worte. Die Schlussmusik, die heute meist als „Isoldes Liebestod“ bezeichnet wird, nannte Wagner selbst zunächst „Isoldes Verklärung“, bis er den Begriff des Liebestodes bei seinem späteren Arrangement von Vorspiel und Schlussszene als instrumentales Orchesterstück „Tristan und Isolde – Vorspiel und Liebestod“ auch selbst benutzte.

## Musik

### Orchester

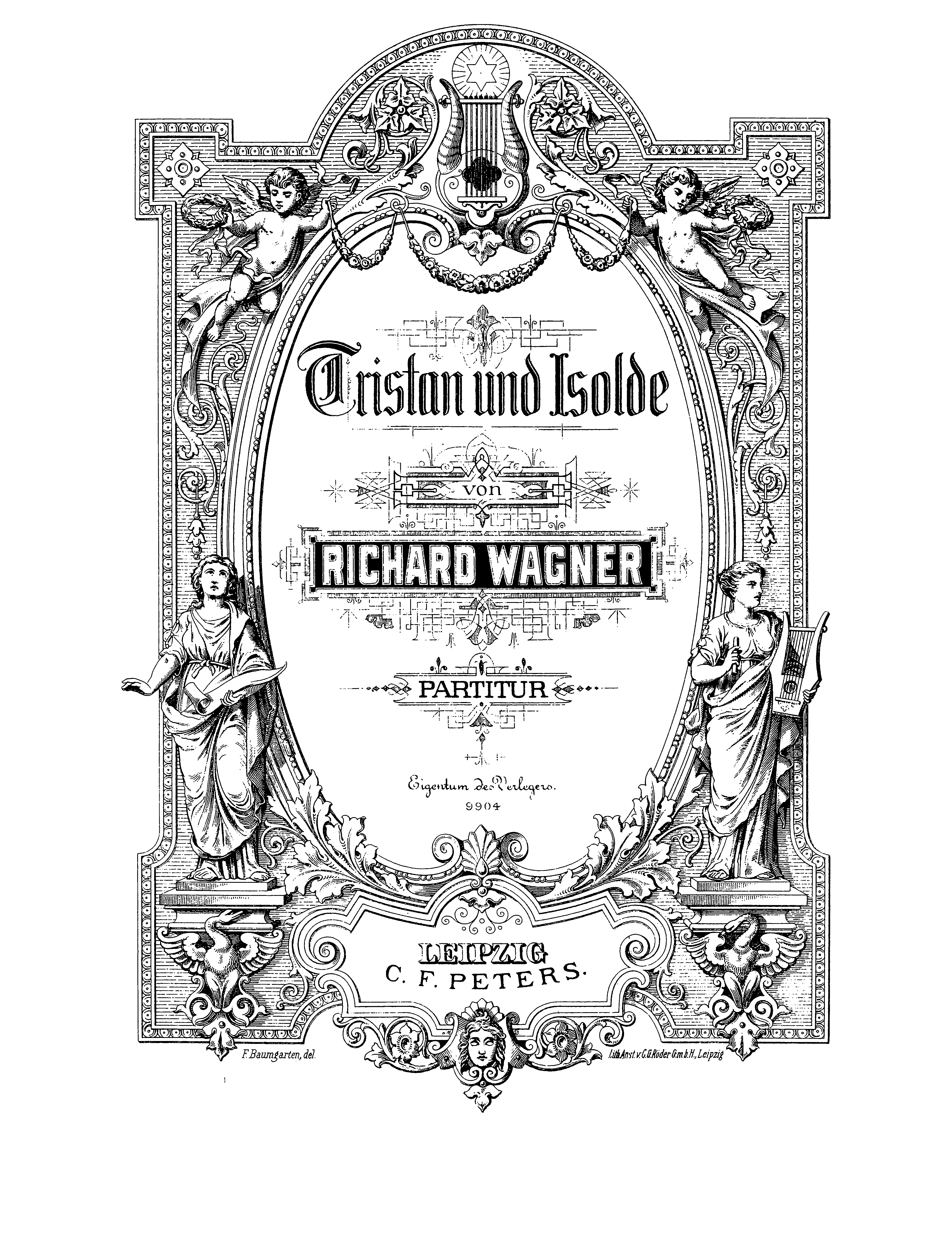
Titelblatt der Partitur von 1911

Besetzung nach der von Felix Mottl herausgegebenen Partitur, die im Notentext dem Erstdruck von 1860 und Wagners Autograph entspricht: Die Angaben folgen nicht der modernen Reihung Holzbläser – Blechbläser – Saiteninstrumente, sondern stellen letztere an die Spitze:
Instrumente des Orchesters
- Streichinstrumente. Erste und zweite Violinen. – Bratschen. – Violoncelle (sic!). – Kontrabässe.

Vorzüglich gut und stark zu besetzen.
- Holzblasinstrumente. 3 große Flöten, von denen die dritte mit der kleinen Flöte abzuwechseln hat. – 2 Hoboen. – 1 Englisch Horn. – 2 Klarinetten. – 1 Bassklarinette. – 3 Fagotte.
- Blechinstrumente. 4 Hörner ¹).[2] – 3 Trompeten. – 3 Posaunen²).[3] – 1 Basstuba.
- Schlaginstrumente. 1 Paar Pauken. – (Der Sicherung der Umstimmung wegen durch eine dritte Pauke zu verstärken.) – 1 Triangel. – 1 Paar Becken.
- Saiteninstrument. 1 Harfe.

Hierzu auf dem Theater: 3 Trompeten. 3 Posaunen. 6 Hörner (nach Möglichkeit zu verstärken). 1 Englisch Horn³
Aus Wagners Anweisungen geht hervor, dass er eine ungewöhnlich genaue Klangvorstellung hatte und die zu dieser Zeit modernsten Errungenschaften des Instrumentenbaus einsetzte. Bemerkenswert auch der Umstand, dass der Schlussakkord des „Tristan“ nicht von allen Instrumenten im Tutti gespielt wird. Das Englischhorn fehlt, was Richard Strauss zu der Deutung veranlasst haben soll: „Das Gift ist raus …“ 

### Musik und Handlung
Die Musik von Tristan und Isolde nimmt vom Gesang her ihren Ausgang, erfüllt sich aber im Orchester, das symphonische Ausmaße hat. Die Sprache der Instrumente ist wie ein zusätzliches Organ der Personen auf der Bühne. Was eine Figur fühlt, denkt und tut, findet in Melodien, Harmonien und Rhythmen seinen Ausdruck.
Erster Aufzug

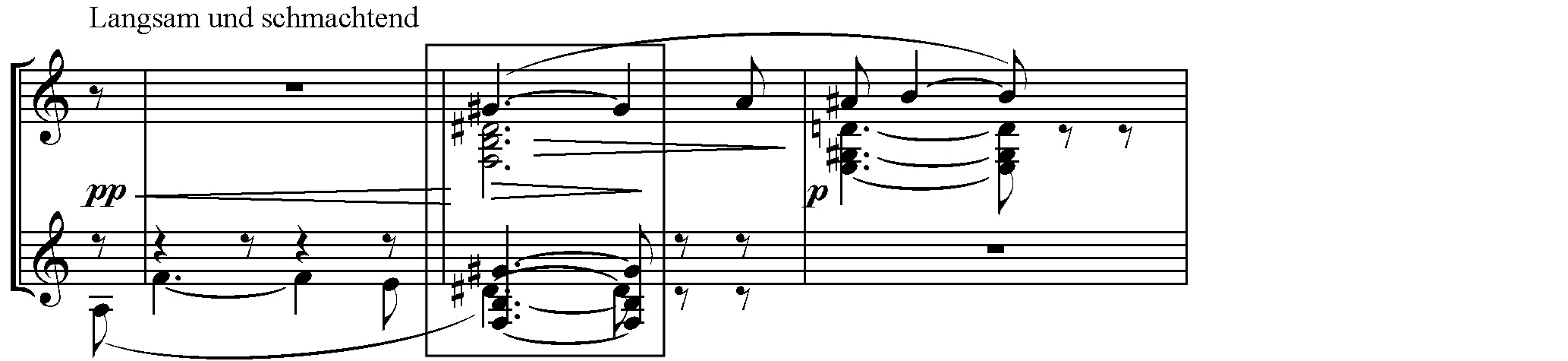
NB 1

Die Handlung beginnt bei geschlossenem Vorhang, ist also nur zu hören. Mit der Ausdrucksangabe „Langsam und schmachtend“ hebt eine Orchestermusik an, die sich bald als Traum Isoldes herausstellt. Isolde sehnt sich nach Tristan, den sie liebt. Im Zentrum der gegenläufigen, chromatischen Melodien (f-e-dis, und gis-a-ais-h) steht der sogenannte „Tristanakkord“ f-h-dis-gis, der eigentlich ein Isoldeakkord ist (NB 1).

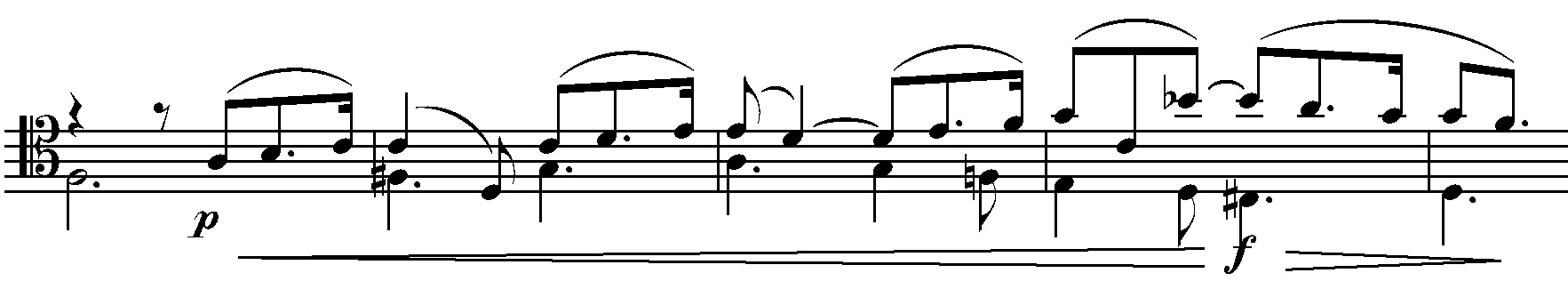
NB 2

Isolde erinnert sich an den Beginn ihrer Liebe, als Tristan, den sie hätte töten können, ihr in die Augen sah (NB 2).

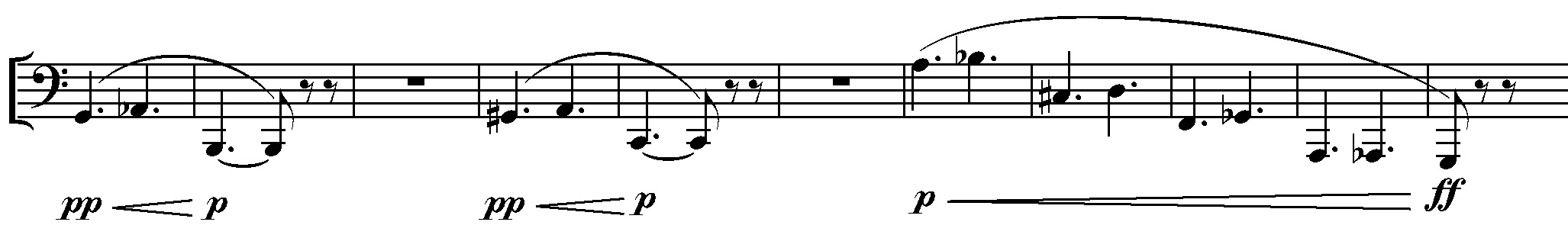
NB 3

Isolde denkt an ihren Plan, sich und Tristan zu töten, um ein unerträgliches Leben am Hof König Markes abzuwenden (NB 3).

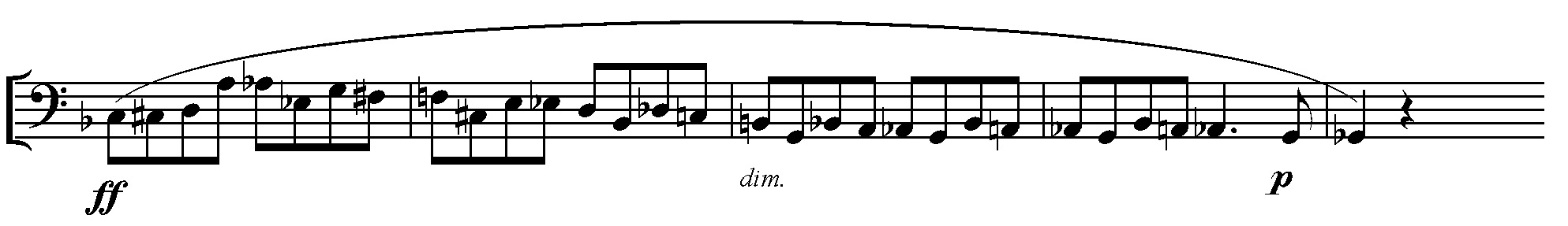
NB 4

Nachdem der Vorhang sich geöffnet hat, schreckt Isolde aus ihrem Halbschlaf auf und überlässt sich ihren Hassgefühlen gegen Tristan, weil dieser sie verraten hat und sich selbst seine Liebe zu ihr nicht eingestehen will (NB 4).

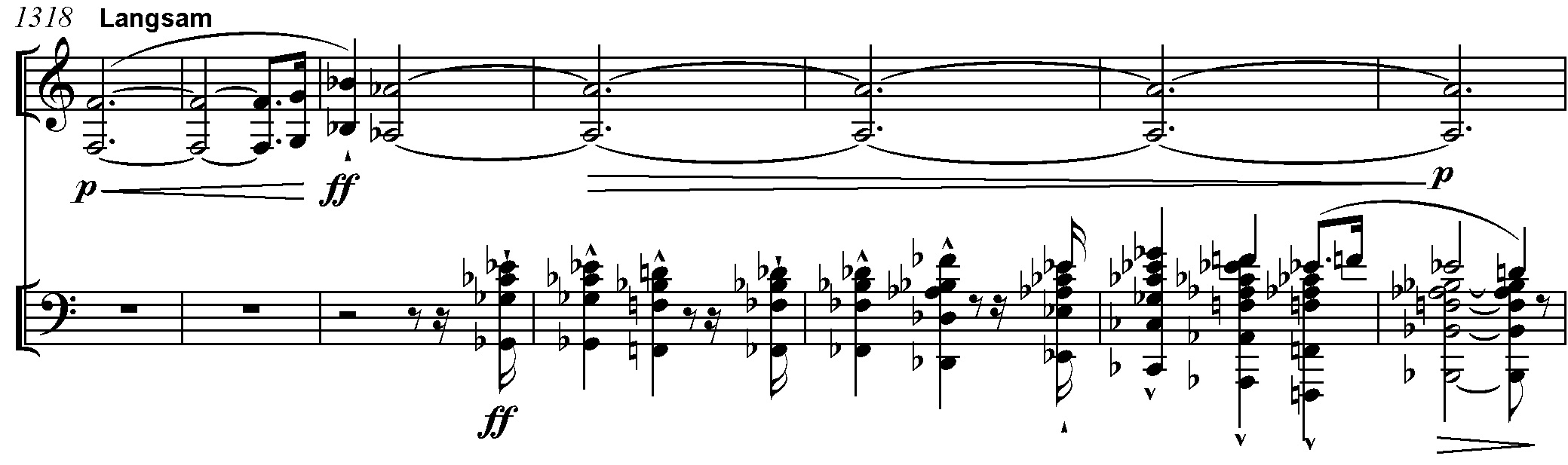
NB 5

Später zitiert Isolde als „Herrin“ mit majestätischer Pose Tristan zu sich und fordert von ihm Rechenschaft und Bereitschaft zur Sühne. (NB 5).

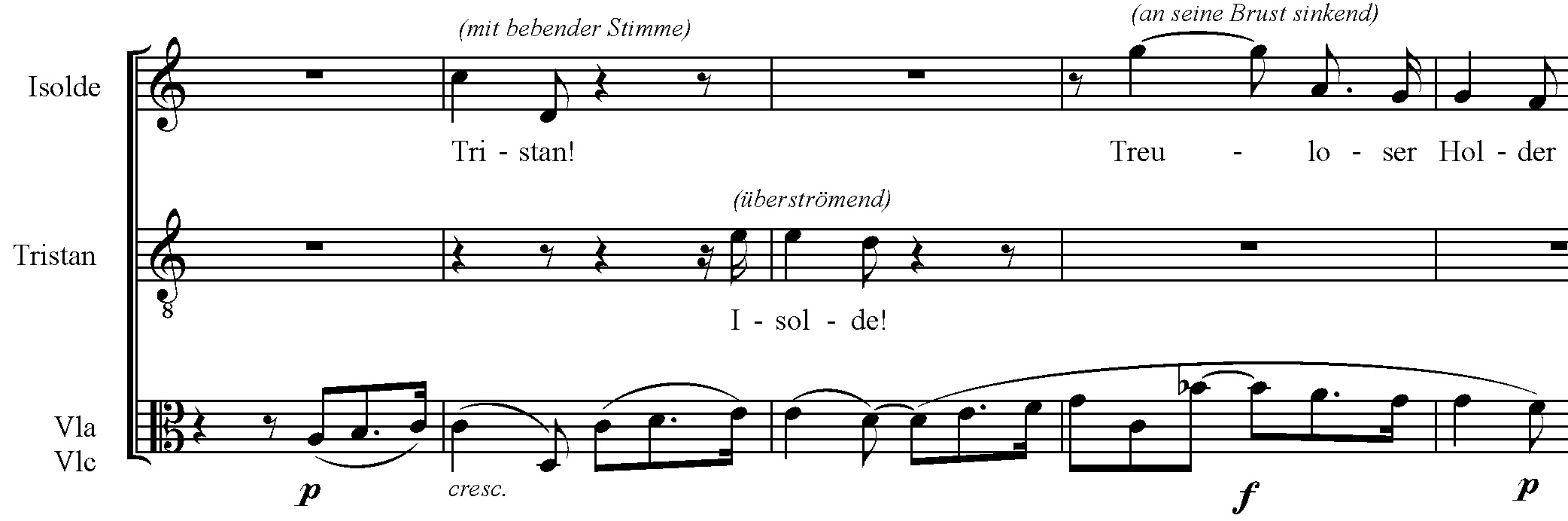
NB 6

Tristan willigt in den gemeinsamen Tod ein, der aber von Brangäne verhindert wird. Unter dem Schock, am Leben geblieben zu sein, bekennt sich das Paar zu seiner leidenschaftlichen Liebe (NB 6).
Zweiter Aufzug

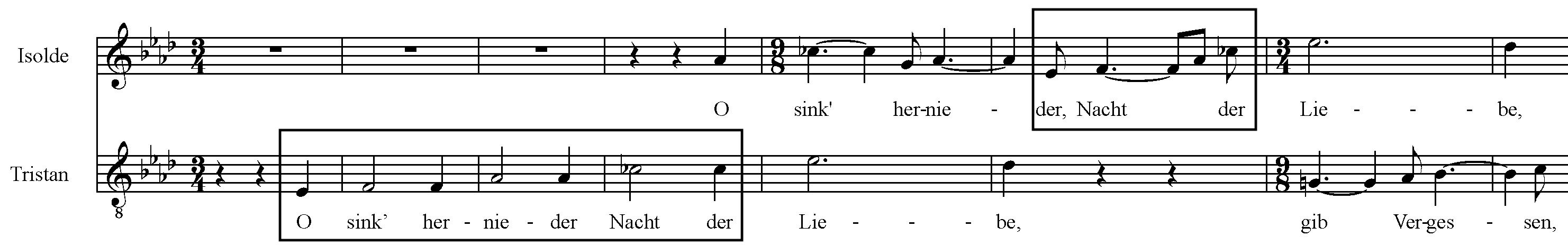
NB 7

Die Musik zum nächtlichen Liebesgeschehen zwischen Isolde und Tristan im zweiten Aufzug hat einen anderen Klang als die zum ersten Aufzug. Die Erfüllung aller Sehnsüchte scheint nun möglich, die Liebenden schwelgen in Glücksgefühlen und wünschen sich einen Liebestod, der ewige Lust verspricht. Hier singen sie das berühmteste Duett aus der ganzen Oper: „O sink’ hernieder, Nacht der Liebe“ (NB 7).

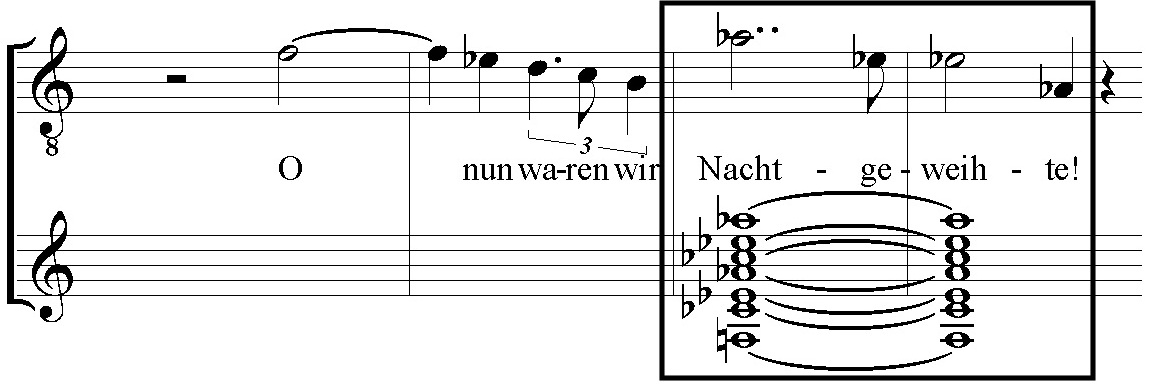
NB 8

Die Töne, auf die Tristan und Isolde ihre Verse singen, sind mit dem ersten Akkord der Oper, dem sogenannten „Tristanakkord“ aus NB 1 identisch: es-f-as-ces ≈ f-h-dis-gis. Die enharmonische Gleichsetzung der Töne es=dis, as=gis, ces=h darf nicht darüber hinwegtäuschen, dass es sich um verschiedene Akkorde handelt: Voller Binnenspannung der chromatisch gefasste Akkord, der Isoldes Liebessehnen bedeutet (f-h-dis-gis), von seliger Gelöstheit der diatonische Klang, der dem gemeinsamen Liebesglück Ausdruck verleiht (es-f-as-ces).
Tristan findet für sich und seine Geliebte den Begriff „Nachtgeweihte“. Auch dieser Ausruf ist wieder mit dem diatonischen Tristanakkord (f-as-ces-es) unterlegt (NB 8).

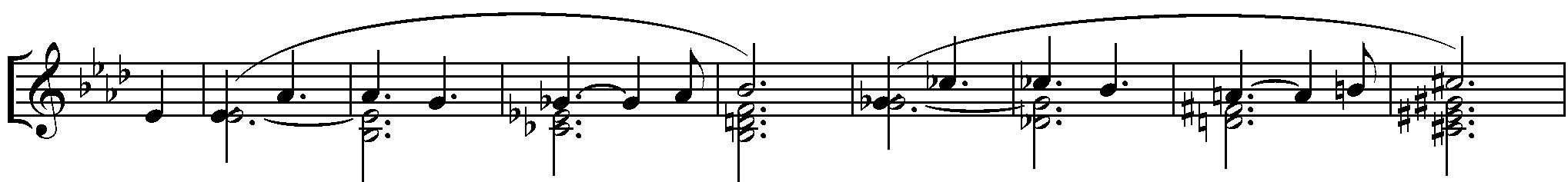
NB 9

Später besingen die Liebenden ihr Glück im sogenannten Sterbe-Duett, das vom Liebestod und vom Wunsch, nie mehr zu erwachen, handelt (NB 9).
Dritter Aufzug

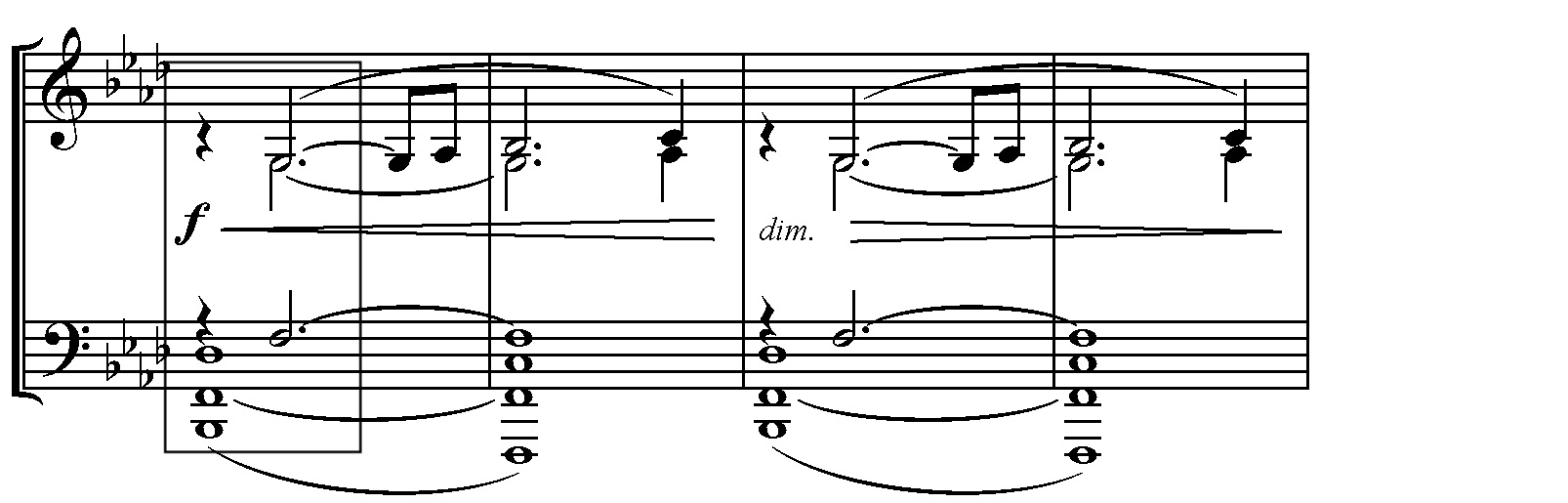
NB 10

Der Eklat am Ende des zweiten Aufzugs, als die Jagdgesellschaft auftritt, wird musikalisch umgesetzt, indem die Orchestermelodie plötzlich abreißt und „ein greller Schrei“ Brangänes zu hören ist. Den verwundeten und geretteten Tristan treffen wir dann im dritten Aufzug wieder. Auch der dritte Akt beginnt mit einer Traumszene bei geschlossenem Vorhang. Diesmal ist es Tristan, der sich im Halbschlaf nach Isolde sehnt. Der erste Akkord (NB 10) ist eine weitere diatonische Variante des chromatischen Tristanakkords aus NB 1: b-des-f-g ≈ f-h-dis-gis. Der b-Moll-haltige Klang (b-des-f-g) entspricht Tristans Liebessehnen, während der doppeldominantisch geschärfte Alterationsakkord (f-h-dis-gis) Isoldes Gefühlen angemessen ist.

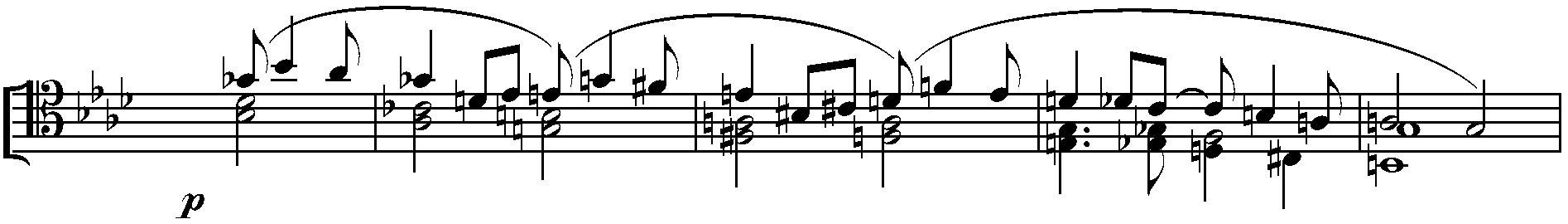
NB 11

Tristan quälen zudem Wundschmerzen, die er sich am Ende des zweiten Aufzugs hat zufügen lassen. Für dieses Leiden und zugleich die Hoffnung auf Rettung durch Isolde, die ja auch Heilerin ist, steht ein eigenes melodisch-harmonisches Thema (NB 11).

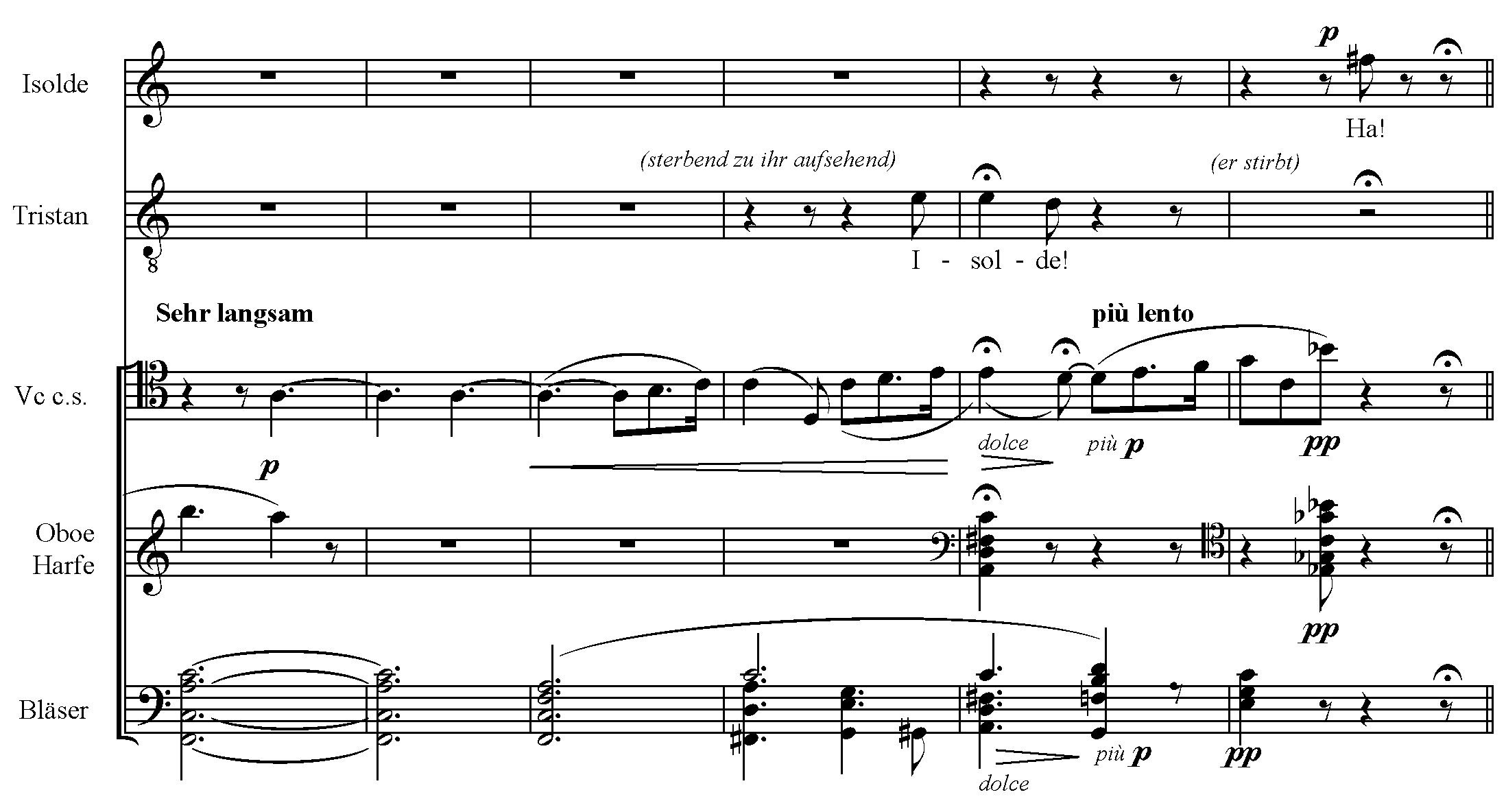
NB 12

Mit der endlichen Ankunft Isoldes, die bei Tristan erst ekstatische Freude auslöst, dann zu einem Suizid im Trancezustand führt, kehrt Musik aus dem ersten Aufzug wieder. Zu den Klängen, die früher den Beinahe-Tod des Paars begleiteten, stirbt Tristan in Isoldes Armen (NB 12).

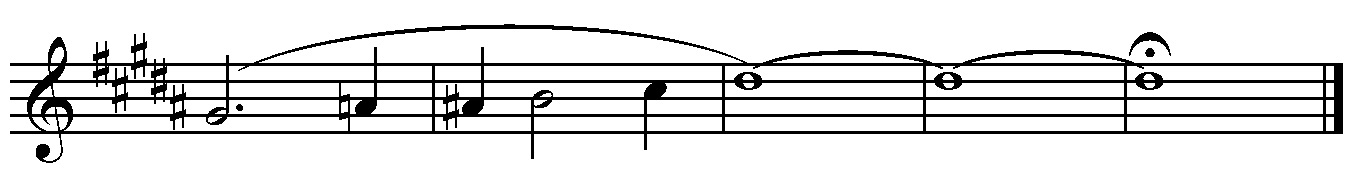
NB 13

Auch das Sterbe-Duett aus dem zweiten Aufzug, das in Wirklichkeit ein Seligkeits-Duett ist, kehrt am Ende der Oper wieder und wird nun, von Isolde allein, zu einem ekstatischen Ende geführt. Was in der nächtlichen Liebesszene bei den Worten „Höchste Liebeslust!“ abbrach, mündet jetzt mit Isoldes Gesang („ertrinken, versinken, unbewußt, höchste Lust!“) in einen entspannten H-Dur-Schluss. Darin eingewoben ist zum letzten Mal das Sehnsuchtsmotiv, das diesmal chromatisch beginnt (Isolde) und diatonisch endet (Tristan): gis-a-ais-h-cis-dis – ein Symbol für die Vereinigung der Liebenden im Tode (NB 13).

## Werkgeschichte

### Literarische Quellen
Die Tristan-Handlung stützt sich auf den keltischen Sagenkreis um König Artus und Tristan – letzterer überliefert in dem großangelegten Versroman Tristan des Gottfried von Straßburg (13. Jahrhundert). Wagner kannte dieses bedeutende Werk der spätmittelalterlichen Literatur ebenso wie die zeitgenössischen Adaptionen des Stoffs durch August von Platen, Karl Ritter (senior) und Julius Mosen. Darüber hinaus ließ Wagner in seine Handlung Motive und Stimmungen aus Novalis’ Hymnen an die Nacht einfließen.

### Philosophische Quellen
Anregungen aus der Philosophie Arthur Schopenhauers gelten als gesichert. Wagner selbst relativiert dies allerdings: Die Schopenhauer-Lektüre traf danach bei ihm auf eine bereits vorhandene Stimmung, die ihn zur Schaffung des Tristan angeregt hatte und die er nun bei Schopenhauer wiederfand. Mit Schopenhauer in Zusammenhang zu bringen sind dagegen Gedanken, die dieser aus dem Buddhismus und indischen Brahmanismus herleitet, nämlich eine Tendenz des gänzlichen Verlöschens der menschlichen Existenz im Tode – ein Gedanke, der sich bei Wagner bis in sein Spätwerk Parsifal nachweisen lässt. Allerdings ist eine musikalische Darstellung des Nichts (Nirwana) unmöglich, wie der Musikwissenschaftler Martin Geck bemerkt:

„Andreas Dorschel vermutet hinter Tristan und Isolde eine ‚schwärmerische Begeisterung‘ für die ‚Rückkehr ins Ur-Eine‘, die Wagner mit der deutschen Romantik teile, die einem Schopenhauer jedoch geradezu zuwider sein musste. Der hier benannte Widerspruch liegt nach Dorschel im Wesen der Sache: ‚Vielleicht ist die Musik, als Kunst, in Isoldes Liebestod den Moment höchster Seligkeit beschwörend, gezwungen, dort Ja zu sagen, wo sie um der philosophischen Konsequenz willen am emphatischsten Nein sagen müßte‘.“

### Musikalische Quellen
1850/51 schrieb Wagner sein dramentheoretisches Hauptwerk „Oper und Drama“, in dessen drittem Teil er unter der Überschrift „Das Drama der Zukunft“ von seinen künftigen Opern handelte. Nach Fertigstellung von Tristan und Isolde äußerte er: „An dieses Werk nun erlaube ich die strengsten, aus meinen theoretischen Behauptungen fließenden Anforderungen zu stellen“. Zu den Kerngedanken seiner Theorie vom Musikdrama gehört, dass das Orchester nicht mehr nur die Begleitung des Gesangs liefern solle, sondern auf die Höhe der Sinfonie gehoben werden müsse. Damit waren die Sinfonien Ludwig van Beethovens zu Orientierungspunkten für Wagners dramatische Orchestersprache geworden. 1879 drückte er es so aus: »[Es] muß die neue Form der dramatischen Musik, um wiederum als Musik ein Kunstwerk zu bilden, die Einheit des Symphoniesatzes aufweisen.«
Wagner war ein Gegner der italienischen Nummernoper. Besser gefielen ihm solche Opern, in denen das gesungene Wort und das dramatische Geschehen ausschlaggebend waren. Dazu zählte er Opern von Willibald Gluck, z. B. Orpheus und Eurydike und Iphigenie in Aulis, und (mit Einschränkung) die Meisteropern Wolfgang Amadé Mozarts, besonders dessen Don Giovanni. Eine besondere Rolle bei der Entwicklung einer deutschsprachigen Oper maß Wagner dem Freischütz Carl Maria von Webers bei. Bedeutsame Vorläufer für Tristan und Isolde waren überdies Wagners eigene romantische Opern Der fliegende Holländer, Tannhäuser und Lohengrin.
Direkter Einfluss auf Wagners Kompositionstechnik kann den Sinfonischen Dichtungen Franz Liszts zugesprochen werden. Wagner schrieb 1857 eine Abhandlung über diese Werkgruppe, an der er besonders die entwickelte Sprachfähigkeit der Instrumente und allgemein des Orchesters rühmte. Außerdem hatte er sich an Liszts harmonischer Sprache geschult. Wagner gegenüber Hans von Bülow am 7. Oktober 1859: »daß ich seit meiner Bekanntschaft mit Liszts Kompositionen ein ganz anderer Kerl als Harmoniker geworden bin, als ich vordem war«. Davon kann die Partitur von Tristan und Isolde Zeugnis ablegen.

### Entstehung

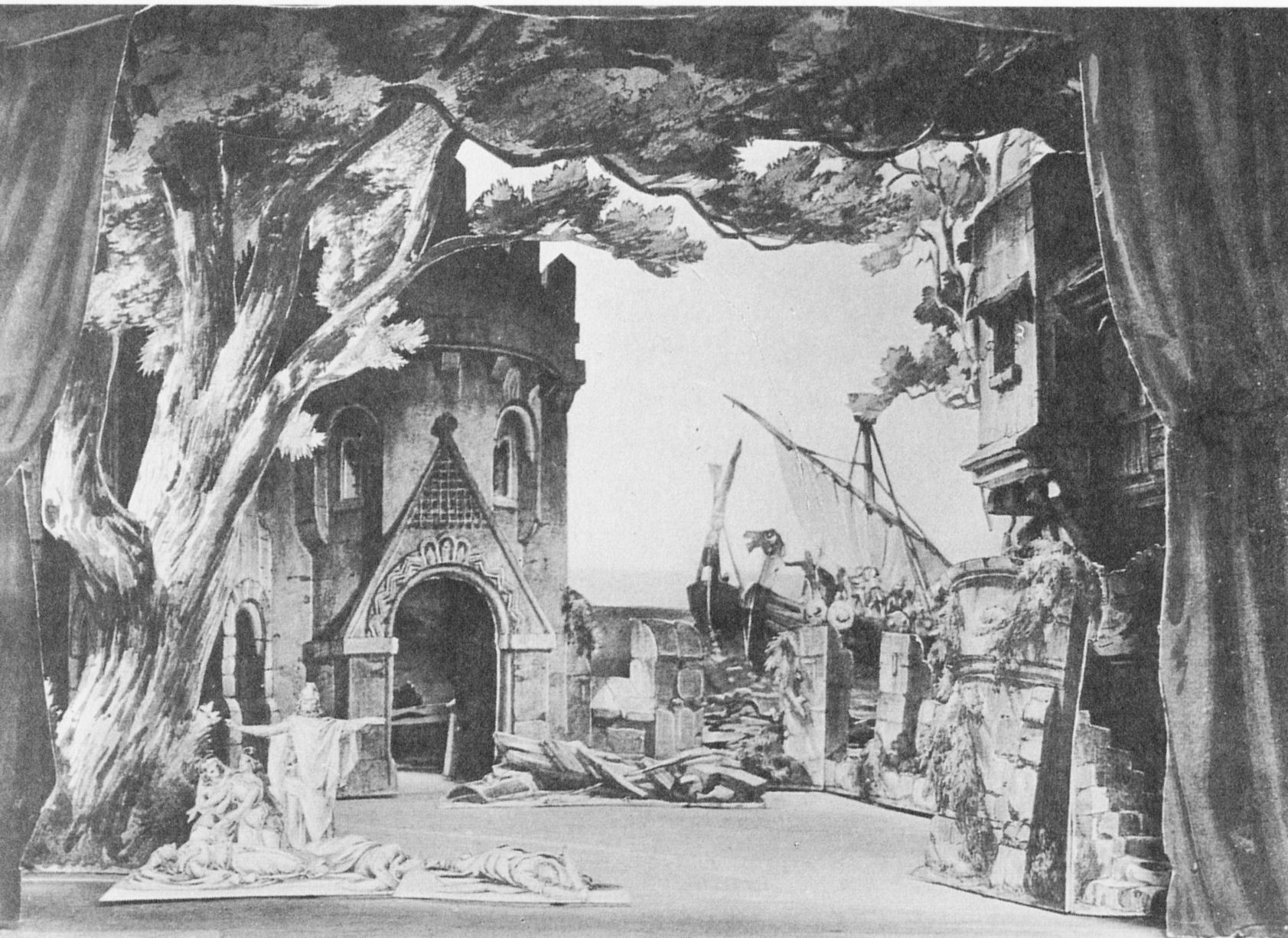
Bühnenmodell von Angelo Quaglio zum 3. Aufzug der Uraufführung

- 1842: Wagner lernt Julius Mosen und dessen Gedicht zur Tristan-Sage kennen.
- 1846: Robert Schumann trägt sich mit dem Gedanken einer Tristan-Oper. Das Libretto stammt von Robert Reinick, die Oper wurde jedoch nie realisiert. Durch regelmäßigen Kontakt mit Schumann erfährt Wagner von dessen Überlegungen.
- 1854: Ein Dramatisierungsversuch des Tristan-Stoffes durch Karl Ritter, mit dem Wagner befreundet ist, wird Anlass für Wagner, sich intensiver damit zu befassen. Er befindet sich zu der Zeit im Schweizer Exil, wo er noch am Ring des Nibelungen (Ring, Entstehung) arbeitet.
- 1856: Wagner berichtet Franz Liszt in einem Brief von der vollständigen gedanklichen, aber schriftlich noch nicht fixierten Konzeption.
- 1857: Am 28. April bezieht Wagner das Gartenhaus der Wesendoncks in Zürich. Getragen von einem leidenschaftlichen Verhältnis zu Mathilde Wesendonck[12] (s. auch Wesendonck-Lieder, Entstehung) unterbricht er die Arbeit am Siegfried, um sich ganz dem Tristan zu widmen, der unter den gegebenen Umständen seine persönliche Situation wiederzugeben scheint: Wagner sieht sich selbst als Tristan, Mathilde als Isolde und den zwischen ihnen stehenden Otto Wesendonck in der undankbaren Rolle des König Marke. Am 18. September überreicht Wagner die vollendete Urschrift der Tristan-Dichtung an Mathilde Wesendonck. In engem Freundeskreis trägt er den Text vor. Im Dezember ist bereits die Kompositionsskizze des ersten Aktes beendet.
- 1858: Im Frühjahr liegt die vollständige Partitur des Ersten Aktes vor. Wagner trennt sich nach einem Eklat zwischen Otto Wesendonck und seiner Frau vorübergehend von dieser und reist nach Venedig, wo innerhalb von sechs Monaten der zweite Akt komponiert wird.
- 1859: Nachdem er im März Venedig verlassen musste, kehrt Wagner nicht nach Zürich zurück, sondern geht nach Luzern, wo er den dritten Akt fertigstellt. Im August liegt der Tristan komplett vor. Die Uraufführung des Stückes verzögert sich jedoch, da das Werk wegen seiner ungewohnten musikalischen Schwierigkeiten bald als unaufführbar gilt. Über diese Probleme berichtet Wagner in einem offenen Brief vom 18. April 1865 an Friedrich Uhl.
- 1860: Das Tristan-Vorspiel kommt zu einer ersten konzertanten Aufführung, wo es vom Publikum jedoch abgelehnt wird.
- 1862: In Wien beginnen nach schwierigen Verhandlungen die Proben für die Uraufführung. Nach unzähligen Problemen und 77 Proben wird diese jedoch 1863 abgesagt.
- 1865: Nach der Berufung Wagners durch Ludwig II. von Bayern nach München kommt es am 10. Juni zur Uraufführung des Werkes am Münchner Hof- und Nationaltheater.
- 1886: Erstaufführung des Tristan bei den Bayreuther Festspielen in der szenischen Einstudierung von Cosima Wagner unter der musikalischen Leitung von Felix Mottl.

### Uraufführung

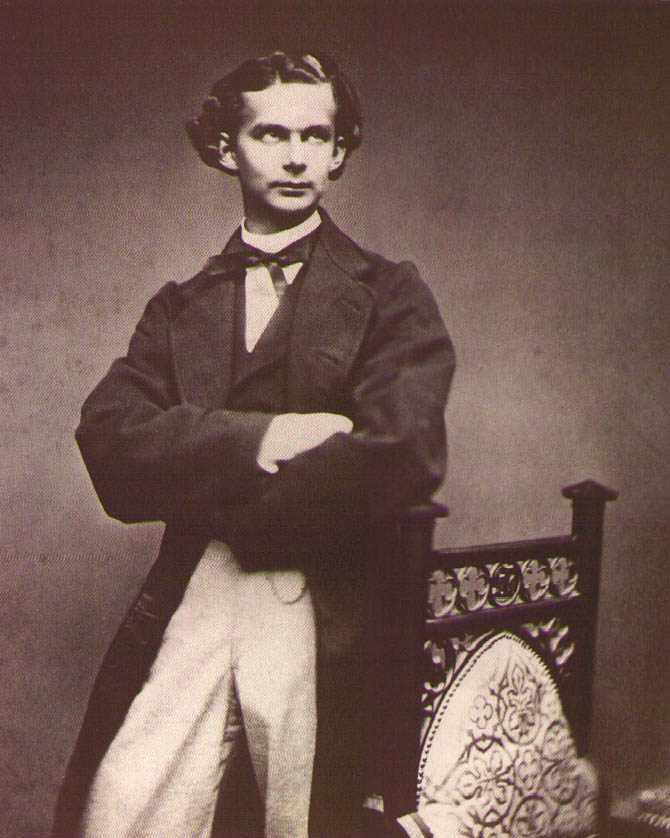
Ludwig II. von Bayern, Förderer Wagners

Das Werk sollte ursprünglich in Rio de Janeiro, dann in Karlsruhe, dann in Paris und schließlich 1863 an der k. u. k. Hofoper in Wien, in Dresden beziehungsweise Weimar zur Uraufführung gelangen. Alle diese Versuche scheiterten. Erst die großzügige und bedingungslose Unterstützung von König Ludwig II. von Bayern ermöglichte die Umsetzung des anspruchsvollen Werkes.
Karlsruhe
Für die beabsichtigte Uraufführung am Großherzoglichen Hoftheater in Karlsruhe war schon ein Datum festgelegt worden, der 3. Dezember 1859, Geburtstag der Großherzogin Luise. Als Tristan und Isolde waren Ludwig Schnorr von Carolsfeld und Malvina Garrigues vorgesehen. In einem Brief an seine Frau Minna vom Oktober 1859 betreffend die Karlsruher Planungen bedauerte Wagner: „Keine andere, als die stimmlose Garrigues zur Isolde. Noch ist dies auch nicht einmal ganz entschieden; ihr liegt vieles zu tief, denn sie kann nur in der Höhe noch sich hörbar machen.“ Die Uraufführung kam in Karlsruhe nicht zustande. Sie scheiterte wohl daran, dass der designierte Tristan, „trotz aller Hingebung für seine Aufgabe“, an der Ausführbarkeit des letzten Teiles des dritten Aktes verzweifelte.
Wien
Ein zweiter Versuch, die Oper in Karlsruhe mit dem Sängerpaar aufzuführen, scheiterte, weil die Wiener Hofoper ihre Sänger für die Nebenpartien nicht freigeben, sondern die Oper selbst zur Uraufführung bringen wollte. Auch in Wien wurde bereits ein Tag der Uraufführung festgelegt, der 1. Oktober 1861. Doch der für Wien vorgesehene Tristan, Alois Ander, verlor seine Stimme und die Produktion musste verschoben werden. Während Wagners Aufenthalt im hessischen Biebrich, heute ein Stadtteil von Wiesbaden, hielten sich im Juli 1862 vierzehn Tage lang Malvina und Ludwig Schnorr von Carolsfeld, nunmehr verheiratet, beim Komponisten auf. Unter Anleitung Wagners und mit Hans von Bülow am Klavier studierten sie dort die Titelpartien von Tristan und Isolde – für die im Winter in Dresden geplante Uraufführung. In Wien, wo die Proben im Herbst desselben Jahres begannen, waren die Titelpartien nach wie vor mit Alois Ander und Marie Louise Dustmann-Meyer besetzt, doch heimlich verhandelte Wagner auch mit Ludwig Schnorr von Carolsfeld über ein Gastspiel in Wien zwecks Übernahme des Tristan. Dieser bekam jedoch nur Urlaub für Januar 1863. Die Wiener Proben verzögerten sich erneut und somit wurde auch das Engagement Schnorrs hinfällig. Der Wiener Tenor verlor erneut die Stimme, dann war Dustmann leidend, schließlich wurde das Wiener Uraufführungsprojekt nach 77 Proben abgebrochen.
Dresden, Weimar
In den Planungen für die Uraufführung in Dresden beziehungsweise in Weimar sowie für ein Gastspiel der Wiener Inszenierung in Prag waren stets Malvine und Ludwig Schnorr von Carolsfeld für die Hauptrollen vorgesehen, doch sie scheiterten alle. Die Oper galt forthin als unspielbar.
München
Als König Ludwig II. von Bayern seinem Idol Wagner die Möglichkeit eines neuerlichen Versuchs der Uraufführung an seiner Münchner Hofoper ermöglichte, wurde dem Komponisten auch die Besetzung aller Rollen überlassen. Hans von Bülow, dessen Frau Cosima mit Wagner zumindest seit Sommer 1864 eine intime Beziehung führte, sollte das Dirigat übernehmen, als Tristan war Ludwig Schnorr von Carolsfeld fest vorgesehen. Da dieser jedoch in Dresden engagiert war, wurde die Uraufführung unter Berücksichtigung von dessen Urlaub auf 15. Mai 1865 festgelegt. Die Rolle der Isolde bot Wagner schriftlich der damals überwiegend in London singenden deutschen Sopranistin Therese Tietjens an, bezeichnete diese Planungen später der Presse gegenüber jedoch als nicht zutreffend, unter Hinweis auf die Besetzung mit Malvina Schnorr von Carolsfeld. Den König Marke sollte ursprünglich Anton Mitterwurzer, ein Freund Wagners, übernehmen. Dieser bevorzugte jedoch die Rolle des Kurwenal und erhielt sie. Als Brangäne wurde Anna Deinet ausgewählt. Der König Marke sollte dem in München engagierte Bass August Kindermann übertragen werden, der 1869 und 1870 den Wotan in den Uraufführungen von Rheingold und Walküre verkörpert hatte. Gesungen hat die Partie dann jedoch Ludwig Zottmayr.

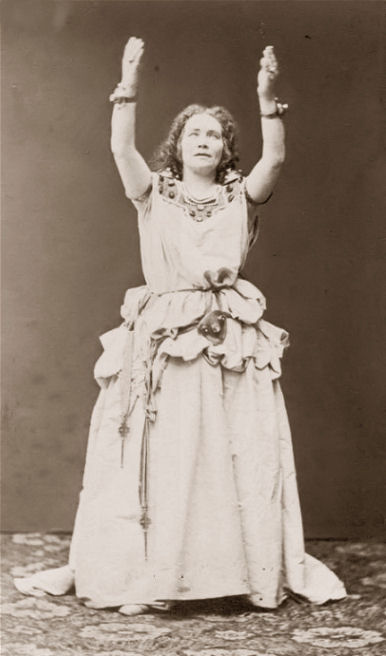
Malvina Schnorr von Carolsfeld als Isolde, München 1865

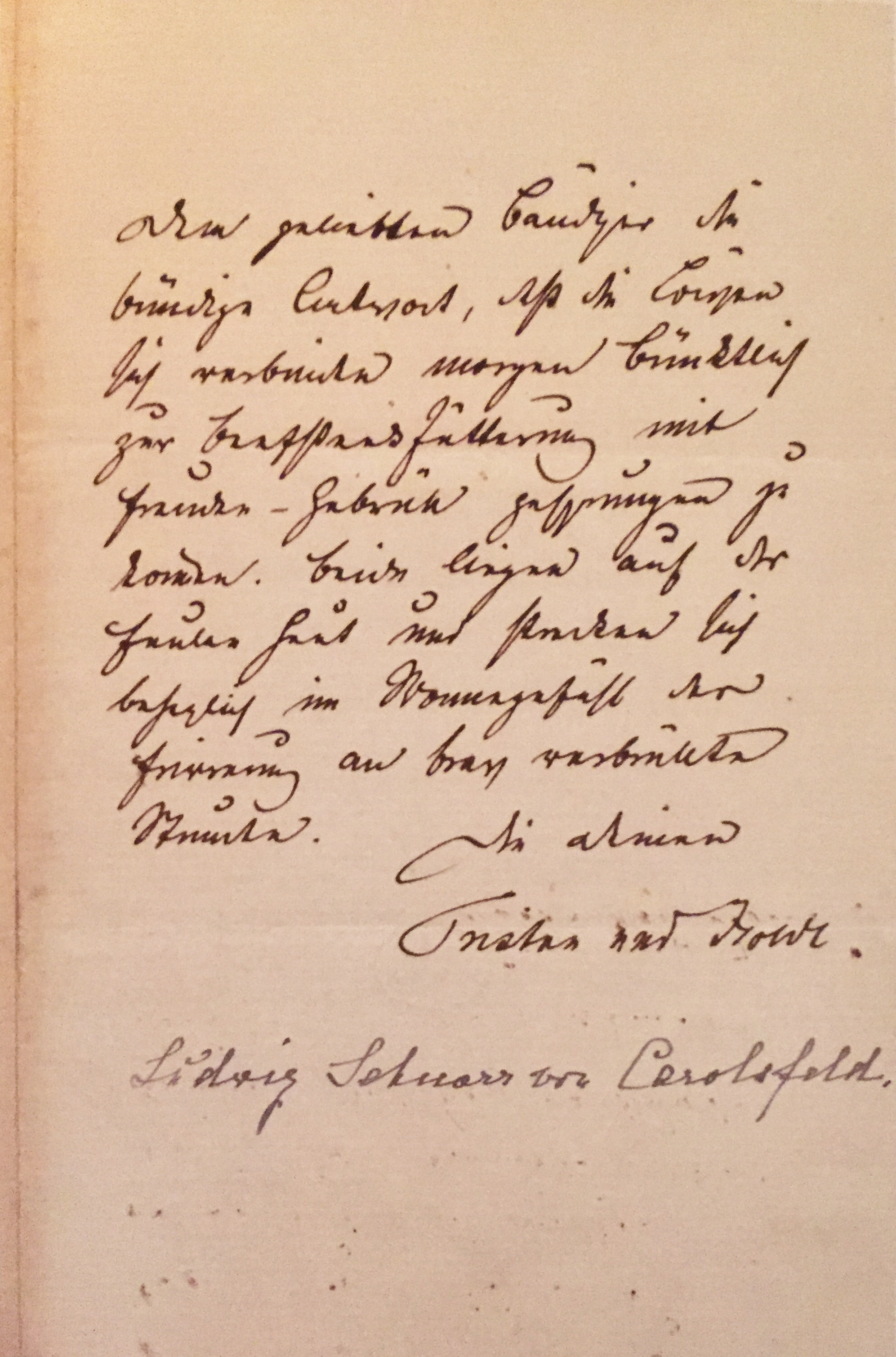
Brief von Ludwig Schnorr von Carolsfeld an Richard Wagner, 1865

Die ersten Proben verliefen zufriedenstellend. Die Akustik im ursprünglich vorgesehenen Residenztheater erwies sich als ungünstig, weshalb die Uraufführung ins größere Nationaltheater verlegt wurde. Am 10. April 1865, dem Tag der ersten Orchesterprobe, wurde Cosimas und Richards erste gemeinsame Tochter, Isolde, geboren. Sie wurde im Taufregister als eheliche Tochter von Hans und Cosima von Bülow eingetragen, Richard Wagner fungierte als Taufzeuge. Bereits die Generalprobe am 11. Mai – in Anwesenheit des Königs und von 600 geladenen Gästen – stellte für den Textdichter und Komponisten die „Erfüllung des Unmöglichen“ dar, doch um letzte Zweifel zu tilgen, setzte er eine zweite „geheime“ Generalprobe für den 13. Mai an, bei der die Sänger zwecks Schonung für die Premiere nur mezza voce, mit halber Stimme, singen sollten. Der Tag der Uraufführung begann für Richard Wagner mit der Pfändung seiner Möbel, nachdem er am Vortag vom bevorstehenden Sterben seiner Frau Minna, die in Dresden weilte, erfahren hatte. Schließlich stand Ludwig Schnorr von Carolsfeld vor seiner Tür und gestand ihm unter Tränen, dass seine Frau infolge ihrer Heiserkeit, verschlimmert durch ein Dampfbad am Vorabend, keinesfalls an diesem Tag singen könne. Eine Quelle nannte „Erkältung und Herzschmerzen“, andere „Heiserkeit“. Das Sängerpaar reiste nach Bad Reichenhall zur Kur, und die aus halb Europa angereisten Premierengäste reisten wieder aus München ab. In der Münchner Boulevardpresse blühten die Spekulationen über den wahren Grund der Absage.
Wagner ermutigte seine „Löwen“, fallweise auch als sein „vielgeliebtes Hummelpaar“ bezeichnet, unermüdlich mittels Briefen, und am 10. Juni 1865 konnte die Uraufführung tatsächlich stattfinden. Zahlreiche Premierengäste reisten erneut an, und die angebliche Unaufführbarkeit des Werkes wurde durch den Faktenbeweis widerlegt. Das Publikum war überwältigt, die Presse geteilt. Die sängerischen Leistungen wurden allgemein gelobt, nur die „Unanständigkeit“ des Werkes, das auf Verrat beruht, wurde getadelt. Ludwig Schnorr von Carolsfeld schrieb tags darauf seinem Vater:

„Die Wirkung war eine immense, eine vom ersten bis zum letzten Akt sich unablässig steigernde. Nach jedem Akt wurden wir zweimal stürmisch gerufen, nach dem letzten Akt führten wir Wagner in unserer Mitte. Der Augenblick, als wir Hand in Hand mit dem geliebten Meister dastanden, nach geschehener Tat, nach Besiegung aller der Schwierigkeiten und Hindernisse, welche immer als unüberwindlich dargestellt worden waren, als wir selige Tränen weinten – dieser Augenblick wird in unserem Gedächtnisse frisch und stärkend leben, bis alles Denken ein Ende hat. Neben dem höchsten Glück empfinden wir aber auch eine tüchtige Portion Stolz; ich werde heute öfters stolpern, das weiß ich, denn mein Blick wird sich auf die gemeine Erde nicht so leicht bald wieder senken. Wir haben etwas vollbracht, was uns so bald niemand nachmacht; wir haben es endlich erreicht, das große, große Ziel.“

Die vierte Aufführung
Nach den drei umjubelten Aufführungen am 10., 13. und 19. Juni 1865 begab sich das Sängerehepaar zur Erholung an den Tegernsee, wohin ihnen Wagner für einige Tage folgte. Am 23. Juni traf eine Aufforderung des Königs ein, binnen acht bis zehn Tagen noch eine vierte Aufführung anzusetzen. Diese fand am 1. Juli 1865 statt. In ihren Rückerinnerungen aus dem Jahr 1883 schreibt die Sängerin: „Das Telegramm versetzte meinen Mann in die furchtbarste Aufregung, der gegenüber ich ganz ratlos blieb, da sie mir an dem sonst so gleichmütigen Manne ganz neu war. Auf meine besorgte Frage, ob er sich unwohl fühle, antwortete er mit der Gegenfrage: »und Du?« – »Ich bin heiser, aber sollte, wider Erwarten, das Übel sich heben und, vor allen Dingen, Du Dich frei fühlen: warum sollen wir das Wagnis nicht ein viertes Mal bestehen? Um so größer die Ehre!«“
Wagner ermutigte sein Sängerpaar schriftlich: „Mein vielgeliebtes Hummelpaar!, Wer A sagt, muß auch B sagen! – Ich glaube, Ihr werdet für Samstag Ernst machen müssen. Der König wütet nach dieser letzten Aufführung und fürchtet, je mehr es sich damit hinausschiebt, – wieder neue Belästigungen zu erhalten. Er hat sich also um eine vierzehntägige Verlängerung Eures Urlaubes (nach Dresden) gewandt […] Also Arbeit vollauf! Folgt mit gutem Beispiel nach: gebt die Hypochondrie auf, man hat gar nichts davon. Wie viel schöner ist es dagegen, sich in die Wüste zu stürzen und harmlose Wanderer brüllend aufzufressen!“
Alle Beteiligten waren sich einig, dass die vierte zur gelungensten Aufführung der Serie wurde. Das Publikum jubelte. Hans von Bülow: „Schön wie der schönste Dichtertraum.“ Malvine Schnorr von Carolsfeld: „Es war die vollendetste Aufführung, und wir – was selten vorkam – mit uns zufrieden.“ Wagner: „In der vierten Aufführung erfaßte mich – im letzten Akte – das Gefühl des Frevels dieser unerhörten Leistung; ich rief: dies ist die letzte Aufführung des Tristan und nie wieder darf er gegeben werden.“
Am 12. Juli ordnete der König eine Separatvorstellung mit Auszügen der bedeutendsten Werke Wagners an, wobei der Tristan-Darsteller vier Tenorrollen übernahm, allesamt aus noch nicht uraufgeführten Werken Wagners. Er gab die Rolle des Loge (in einem Fragment aus dem Rheingold), Siegmunds Liebeslied (aus der Walküre), den Heldengesang Siegfrieds beim Schmieden des Schwerts (aus dem damals noch nicht fertiggestellten Siegfried) und die Arie des Walther von Stolzing (aus den Meistersingern von Nürnberg). Am 15. Juli 1865 sang Ludwig Schnorr von Carolsfeld noch einmal eine Wagner-Rolle, den Erik im Fliegenden Holländer, bereits bei angegriffener Gesundheit. Er starb am 21. Juli 1865 – nur drei Wochen nach der vierten und letzten Aufführung von Tristan und Isolde – im Alter von 29 Jahren. Die Todesursache konnte nicht geklärt werden. Zeitgenössische Berichte sprachen von springender Gicht. In seinen letzten Stunden delirierte der Sänger und soll sich Haare ausgerissen haben. Seine letzten Worte sollen gelautet haben: „Leb’ wohl, Siegfried! Tröstet meinen Richard!“
Seine Frau, die erste Isolde, Malvina Schnorr von Carolsfeld, verfiel deshalb in tiefe Depressionen und betrat nie wieder eine Bühne.

### Besetzungen der ersten Tristan-und-Isolde-Aufführungen
| Rolle                                           | Stimmlage     | Uraufführung München, 10. Juni 1865 | Wiener Erstaufführung 4. Oktober 1883            | Bayreuther Festspiele 25. Juli 1886 |
| ----------------------------------------------- | ------------- | ----------------------------------- | ------------------------------------------------ | ----------------------------------- |
| Tristan, Neffe von König Marke                  | Tenor         | Ludwig Schnorr von Carolsfeld       | Hermann Winkelmann                               | Heinrich Gudehus                    |
| Isolde, Prinzessin von Irland                   | Sopran        | Malvina Schnorr von Carolsfeld      | Amalie Friedrich-Materna                         | Rosa Sucher                         |
| Brangäne, Vertraute Isoldes                     | Mezzosopran   | Anna Deinet                         | Rosa Papier                                      | Gisela Staudigl                     |
| Kurwenal, Begleiter Tristans                    | Bariton       | Anton Mitterwurzer                  | Karl Sommer                                      | Karl Scheidemantel                  |
| König Marke von Cornwall                        | Bass          | Ludwig Zottmayr                     | Emil Scaria                                      | Gustav Siehr                        |
| Melot, ein Höfling                              | Tenor/Bariton | Karl Heinrich                       | Viktor Schmitt                                   | Adolf Grupp                         |
| Ein Hirte                                       | Tenor         | Karl Simons                         | Anton Schittenhelm                               | Wilhelm Guggenbühler                |
| Ein Steuermann                                  | Bariton       | Peter Hartmann                      | Theodor Lay                                      | Oskar Schneider                     |
| Stimme eines jungen Seemanns                    | Tenor         | nicht bekannt                       | nicht bekannt                                    | Jose Kellerer                       |
| Schiffsvolk, Ritter und Knappen. Isoldes Frauen |               |                                     |                                                  |                                     |
| Dirigent                                        |               | Hans von Bülow                      | Hans Richter                                     | Felix Mottl                         |
| Inszenierung                                    |               | Richard Wagner                      | nicht bekannt                                    | Cosima Wagner                       |
| Bühnenbild                                      |               | nicht bekannt                       | Carlo Brioschi, Hermann Burghart, Johann Kautsky | Max Brückner                        |
| Kostüme                                         |               | Franz von Seitz                     | Franz Gaul                                       | Joseph Flüggen                      |

### Spieldauer (am Beispiel der Bayreuther Festspiele)
Bei den Bayreuther Festspielen war es üblich, die Länge der einzelnen Aufzüge zu dokumentieren, jedoch wurden dort nicht alle Jahre erfasst. Einfluss auf die Dauer hatten auch die Art der Stimme und das Temperament der Sänger.
| Tristan und Isolde | 1. Akt      | 1. Akt            | 2. Akt      | 2. Akt            | 3. Akt      | 3. Akt           | Gesamtdauer | Gesamtdauer       |
| ------------------ | ----------- | ----------------- | ----------- | ----------------- | ----------- | ---------------- | ----------- | ----------------- |
| Tristan und Isolde | Std.        | Dirigent          | Std.        | Dirigent          | Std.        | Dirigent         | Std.        | Dirigent          |
| Kürzeste Dauer     | 1:14        | Berislav Klobučar | 1:03        | Berislav Klobučar | 1:10        | Victor de Sabata | 3:27        | Berislav Klobučar |
| Längste Dauer      | 1:30        | Arturo Toscanini  | 1:21        | Arturo Toscanini  | 1:23        | Karl Elmendorff  | 4:11        | Arturo Toscanini  |
| Spannweite *       | 0:16 (22 %) | 0:16 (22 %)       | 0:18 (29 %) | 0:18 (29 %)       | 0:13 (19 %) | 0:13 (19 %)      | 0:44 (21 %) | 0:44 (21 %)       |

* Prozente bezogen auf die kürzeste Dauer
| Jahr | Dirigent            | 1. Akt | 2. Akt | 3. Akt | Gesamtdauer |
| ---- | ------------------- | ------ | ------ | ------ | ----------- |
| 1886 | Felix Mottl         | 1:20   | 1:15   | 1:15   | 3:50        |
| 1906 | Michael Balling     | 1:26   | 1:21   | 1:18   | 4:05        |
| 1927 | Karl Elmendorff     | 1:22   | 1:18   | 1:23   | 4:03        |
| 1930 | Arturo Toscanini    | 1:30   | 1:21   | 1:20   | 4:11        |
| 1931 | Wilhelm Furtwängler | 1:23   | 1:15   | 1:17   | 3:55        |
| 1939 | Victor de Sabata    | 1:17   | 1:12   | 1:10   | 3:39        |
| 1952 | Herbert von Karajan | 1:20   | 1:14   | 1:13   | 3:47        |
| 1953 | Eugen Jochum        | 1:21   | 1:15   | 1:13   | 3:49        |
| 1957 | Wolfgang Sawallisch | 1:20   | 1:16   | 1:14   | 3:50        |
| 1962 | Karl Böhm           | 1:17   | 1:17   | 1:14   | 3:48        |
| 1968 | Berislav Klobučar   | 1:14   | 1:03   | 1:11   | 3:28        |
| 1974 | Carlos Kleiber      | 1:16   | 1:17   | 1:15   | 3:48        |

### Wirkung
Zur Wirkungsgeschichte des „Tristan“, wie die Oper verkürzt genannt wird, ist eine nahezu unübersehbare Fülle von Literatur erschienen, inklusive ausgesprochen kritischer Beiträge. Wagner selbst hat dies bereits während seiner Arbeit an der Oper vorausgesehen, wie die berühmte Briefpassage an Mathilde Wesendonck zeigt:

„Kind! Dieser Tristan wird was furchtbares! Dieser letzte Akt!!! – – – – – – –
Ich fürchte die Oper wird verboten – falls durch schlechte Aufführung nicht das Ganze parodirt wird –: nur mittelmässige Aufführungen können mich retten! Vollständig gute müssen die Leute verrückt machen, – ich kann mir’s nicht anders denken. So weit hat’s noch mit mir kommen müssen!!…“

Friedrich Nietzsche schrieb in „Ecce homo“:

„Aber ich suche heute noch nach einem Werke von gleich gefährlicher Faszination, von einer gleich schauerlichen und süßen Unendlichkeit, wie der ‚Tristan‘ ist, – ich suche in allen Künsten vergebens. (…) Ich denke, ich kenne besser als irgend Jemand das Ungeheure, das Wagner vermag, die fünfzig Welten fremder Entzückungen, zu denen Niemand außer ihm Flügel hatte; und, so wie ich bin, stark genug, um mir auch das Fragwürdigste und Gefährlichste noch zum Vortheil zu wenden und damit stärker zu werden, nenne ich Wagner den großen Wohltäter meines Lebens. Das, worin wir verwandt sind, dass wir tiefer gelitten haben, auch aneinander, als Menschen dieses Jahrhunderts zu leiden vermöchten, wird unsere Namen ewig wieder zusammenbringen.“

Giuseppe Verdi urteilte:

„Das Werk, das immer meine höchste Bewunderung erweckte, ist der ‚Tristan‘. Vor diesem gigantischen Bau erfasst mich jedesmal ein schauderndes Staunen, und noch jetzt will es mir unglaublich erscheinen, wie ein Mensch es konzipieren und verwirklichen konnte. Ich halte den zweiten Akt für eine der sublimsten Schöpfungen des Geistes, die jemals geschaffen wurde. Dieser zweite Akt ist wunderbar, wunderbar, unsagbar wunderbar.“

Richard Strauss bezeichnete Tristan und Isolde als „allerletzte Conclusion von Schiller und Goethe und die höchste Erfüllung der 2000-jährigen Entwicklung des Theaters“.

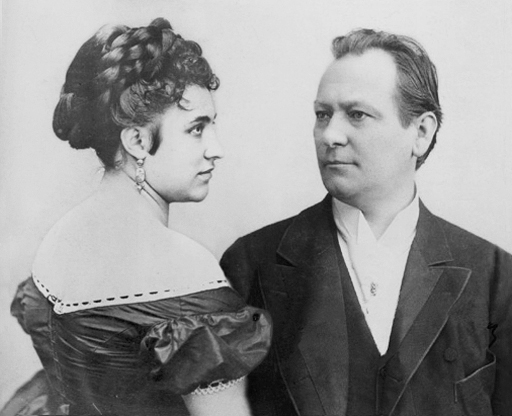
Amalie Materna und Hermann Winkelmann, die Sänger der Wiener Erstaufführung im Jahr 1883
(Fotomontage aus dem Jahr 2016)

Die Musik wird auch heute noch als hoch emotional empfunden; Kurt Pahlen nennt Tristan und Isolde die „Oper der Ekstasen“. So erlitt der Dirigent Josef Keilberth am 20. Juli 1968 während einer Tristan-Aufführung in München im 2. Aufzug einen Herzinfarkt, wie zuvor, 1911, sein Kollege Felix Mottl. Beider Todeszeitpunkte sind bis heute im Notenmaterial des Orchesters der Staatsoper an den entsprechenden Stellen vermerkt. So liegt z. B. Keilberths Todeszeitpunkt bei Tristans Scheidegesang „So starben wir, um ungetrennt […]“ – genau an der Stelle, wo im Klavierauszug die Vortragsbezeichnung morendo, also ersterbend, notiert ist.
Musikalisch wirkten Wagners Neuerungen, vor allem auf dem Gebiet der Harmonik, bis in die letzte Phase der romantischen Musik im 20. Jahrhundert (siehe etwa Tristan-Akkord) nach.
Die Einleitung von Wagners Tristan und Isolde übte seit Beginn der Filmgeschichte einen großen Einfluss auf den Film und wurde in zahlreichen Filmen verwendet. Im Geiste von Romantik und Symbolismus ist dies insbesondere in Lars von Triers Film Melancholia der Fall, wo die Einleitung zur filmischen Ouvertüre wird und der Tristan-Akkord immer wieder zur szenischen Handlung als szenische Musik eingesetzt wird.

## Besetzungen
- Wiener Premierenbesetzungen von Tristan und Isolde
- Bayreuther Premierenbesetzungen von Tristan und Isolde

## Bearbeitungen
- 2002 komponierte Jury Everhartz eine Oper über den dritten Akt des Tristan, den er für Streichquartett arrangierte und darüber die Kriminaloper Der Kommissar schrieb.

## Diskographie (Auswahl)
- GA 1928; Karl Elmendorff; Gunnar Graarud (Tristan), Nanny Larsen-Todsen (Isolde), Anny Helm (Brangäne), Ivar Andresen (König Marke), Rudolf Bockelmann (Kurwenal); Orchester der Bayreuther Festspiele (erste, allerdings etwas gekürzte, Gesamtaufnahme der Oper. Aufgenommen im Festspielhaus, aber ohne Publikum. Ursprünglich auf 19 Columbia-Schellackplatten veröffentlicht.)
- GA 1936 (live); Fritz Reiner; Lauritz Melchior, Kirsten Flagstad, Sabine Kalter, Emanuel List, Herbert Janssen; Orchestra of the Covent Garden Opera (Naxos u. a.)
- GA 1937 (live); Thomas Beecham; Lauritz Melchior, Kirsten Flagstad, Margarete Klose/Karin Branzell (3. Akt), Sven Nilsson, Herbert Janssen/Paul Schöffler (3. Akt), London Philharmonic Orchestra (Immortal Performances u. a.)
- GA 1938 (live); Arthur Bodanzky; Lauritz Melchior, Kirsten Flagstad, Karin Branzell, Emanuel List, Julius Huehn; Metropolitan Opera Orchestra (Sony)
- GA 1941 (live); Erich Leinsdorf; Lauritz Melchior, Kirsten Flagstad, Kerstin Thorborg, Alexander Kipnis, Julius Huehn; Metropolitan Opera Orchestra (Gebhardt u. a.)
- GA 1943 Robert Heger; Max Lorenz, Paula Buchner, Margarete Klose, Ludwig Hofmann, Jaro Prohaska; Staatskapelle Berlin (Rundfunk-Studio-Aufnahme) (Preiser 90243 u. a.)
- GA 1943 (live); Erich Leinsdorf; Lauritz Melchior, Helen Traubel, Kerstin Thorborg, Alexander Kipnis, Julius Huehn; Metropolitan Opera Orchestra and Chorus (Naxos 8.110008-10)
- GA 1950 (live); Hans Knappertsbusch; Günther Treptow, Helena Braun, Margarete Klose, Ferdinand Frantz, Paul Schöffler, Bayerisches Staatsorchester (Orfeo)
- GA 1950 (live); Fritz Reiner; Ramón Vinay, Helen Traubel, Blanche Thebom, Sven Nilsson, Paul Schöffler; Metropolitan Opera Orchestra (Walhall)
- GA 1952 (live); Erich Kleiber; Günther Treptow, Helena Braun, Margarete Klose, Ferdinand Frantz, Rudolf Großmann; Bayerisches Staatsorchester (Walhall u. a.)
- GA 1952 (live); Herbert von Karajan; Ramón Vinay (Tristan), Ludwig Weber (Marke), Hans Hotter (Kurwenal), Martha Mödl (Isolde), Ira Malaniuk (Brangäne); Orchester der Bayreuther Festspiele (Walhall u. a.)
- GA 1952; Wilhelm Furtwängler; Ludwig Suthaus, Dietrich Fischer-Dieskau, Josef Greindl, Kirsten Flagstad, Thebom; Philharmonia Orchestra (EMI u. a.)
- GA 1961; Georg Solti; Birgit Nilsson, Fritz Uhl, Regina Resnik, Tom Krause, Arnold van Mill, Ernst Kozub; Wiener Philharmoniker (Decca)
- GA 1966 (live); Karl Böhm; Wolfgang Windgassen, Eberhard Waechter, Martti Talvela, Birgit Nilsson, Christa Ludwig; Orchester der Bayr. Festspiele (DGG)
- GA 1972; Herbert von Karajan; Jon Vickers, Walter Berry, Karl Ridderbusch, Helga Dernesch, Ludwig; Berliner Philharmoniker (EMI)
- GA 1974 Carlos Kleiber; Catarina Ligendza; Helge Brilioth; Kurt Moll; Orchester der Bayreuther Festspiele
- GA 1981 Reginald Goodall; Mitchinson, Joll, Howel, Gray, Wilkens; Welsh NO Orchestra (Decca)
- GA 1982; Carlos Kleiber; René Kollo, Dietrich Fischer-Dieskau, Kurt Moll, Margaret Price, Brigitte Fassbaender; Staatskapelle Dresden (DGG)
- GA 1982; Leonard Bernstein; Peter Hofmann, Bernd Weikl, Hans Sotin, Hildegard Behrens, Minton; Symphonieorchester des Bayerischen Rundfunks (Philips)
- GA 1998 (DVD); Zubin Mehta; West, Weikl, Moll, Waltraud Meier, Marjana Lipovsek; Bayer. Staatsorchester (Arthaus)
- GA 1995; Daniel Barenboim; Siegfried Jerusalem, Struckmann, Matti Salminen, Meier, Lipovsek, Berliner Philharmoniker (Teldec)
- GA 2003 (live); Christian Thielemann; Thomas Moser, Robert Holl, Dickie, Deborah Voigt, Lang; Orch. der Wiener Staatsoper (DGG)
- GA 2004; Antonio Pappano; Plácido Domingo, Olaf Bär, René Pape, Nina Stemme, Fujimura, Orchestra of the Royal Opera House Covent Garden (EMI)

## Bibliographie

### Sekundärliteratur
- Carolyn Abbate: Unsung Voices: Opera and Musical Narrative in the Nineteenth Century. Princeton University Press, Princeton 1991.
- Carolyn Abbate: Die ewige Rückkehr von »Tristan«. In: Annegret Fauser, Manuela Schwartz (Hrsg.): Von Wagner zum Wagnérisme. Musik ─ Literatur ─ Kunst ─ Politik. Leipziger Universitätsverlag, Leipzig 1999, S. 293–313.
- Theodor W. Adorno: Versuch über Wagner. »Gesammelte Schriften«. Vol. 13, Suhrkamp, Frankfurt am Main 1971.
- Anna Bahr-Mildenburg: Darstellung der Werke Richard Wagners aus dem Geiste der Dichtung und Musik. »Tristan und Isolde«. Vollständige Regiebearbeitung sämtlicher Partien mit Notenbeispielen. Musikwissenschaftlicher Verlag, Leipzig / Wien 1936.
- Ulrich Bartels: Analytisch-entstehungsgeschichtliche Studien zu Wagners »Tristan und Isolde« anhand der Kompositionsskizze des zweiten und dritten Aktes. Studio, Köln 1995.
- Peter Berne: Wagner zwischen Todessehnsucht und Lebensfülle. Tristan und Meistersinger. Hollitzer, Wien 2020, ISBN 978-3-99012-852-7.
- Dieter Borchmeyer: Das Theater Richard Wagners. Idee ─ Dichtung ─ Wirkung. Reclam, Stuttgart 1982.
- Eric Chafe: The Tragic and the Ecstatic: The Musical Revolution of Wagner's »Tristan und Isolde«. Oxford University Press, Oxford / New York 2005, ISBN 978-0-19-517647-6.
- Carl Dahlhaus: Wagners Konzeption des musikalischen Dramas. Bosse, Regensburg 1971. 2. Auflage: dtv/Bärenreiter, München / Kassel 1990.
- Klaus Ebbeke: Richard Wagners »Kunst des Übergangs«. Zur zweiten Szene des zweiten Aktes von »Tristan und Isolde«, insbesondere zu den Takten 634–1116. In: Josef Kuckertz, Helga de la Motte-Haber, Christian Martin Schmidt, Wilhelm Seidel (Hrsg.): Neue Musik und Tradition. Festschrift Rudolf Stephan zum 65. Geburtstag. Laaber-Verlag, Laaber 1990, S. 259–270.
- Irmtraud Flechsig: Beziehungen zwischen textlicher und musikalischer Struktur in Richard Wagners »Tristan und Isolde«. In: Carl Dahlhaus (Hrsg.): Das Drama Richard Wagners als musikalisches Kunstwerk. Bosse, Regensburg 1970, S. 239–257.
- Wolfgang Frühwald: Romantische Sehnsucht und Liebestod in Richard Wagners »Tristan und Isolde«. In: Wolfgang Böhme (Hrsg.): Liebe und Erlösung. Über Richard Wagner (= Herrenalber Texte, vol. 48). Karlsruhe 1983.
- Arthur Groos: Appropriation in Wagner's »Tristan« libretto. In: Arthur Groos, Roger Parker (Hrsg.): Reading Opera. Princeton University Press, Princeton 1988, S. 12–33.
- Arthur Groos (Hrsg.): Richard Wagner, »Tristan und Isolde«. Cambridge University Press, Cambridge 2011.
- Adriana Guarnieri Corazzol: Tristano, mio Tristano. Gli scrittori italiani e il caso Wagner. Il Mulino, Bologna 1988.
- Serge Gut: Tristan et Isolde. Fayard, Paris 2014, ISBN 978-2-213-68113-9.
- Brigitte Heldt: Richard Wagner, »Tristan und Isolde«. Das Werk und seine Inszenierung. Laaber-Verlag, Laaber 1994.
- William Kinderman: Das »Geheimnis der Form« in Wagers »Tristan und Isolde«. In: Archiv für Musikwissenschaft. 40/1983, S. 174–188.
- Klaus Kropfinger: Wagner und Beethoven: Studien zur Beethoven-Rezeption Richard Wagners. Bosse, Regensburg 1974.
- Ernst Kurth: Romantische Harmonik und ihre Krise in Wagners »Tristan«. Max Hesse, Berlin 1923, Reprint: Olms, Hildesheim 1968.
- Kii-Ming Lo: »Im Dunkel du, im Lichte ich!« ─ Jean-Pierre Ponnelles Bayreuther Inszenierung von »Tristan und Isolde«. In: Naomi Matsumoto et al. (Hrsg.): The Staging of Verdi & Wagner Operas. Brepols, Turnhout 2015, S. 307–321.
- Kii-Ming Lo, Jürgen Maehder: Ai zhi si ─ Wagner's »Tristan und Isolde« (= Liebestod ─ »Tristan und Isolde« von Richard Wagner). Gao Tan Publishing Co., Taipei 2014, ISBN 978-986-6620-50-8.
- Jürgen Maehder: A Mantle of Sound for the Night ─ Timbre in Wagner's »Tristan und Isolde«. In: Arthur Groos (Hrsg.), Richard Wagner: Tristan und Isolde. Cambridge University Press, Cambridge 2011, S. 95–119 und S. 180–185.
- Jürgen Maehder: Wagner-Forschung versus Verdi-Forschung ─ Anmerkungen zum unterschiedlichen Entwicklungsstand zweier musikwissenschaftlicher Teildisziplinen. In: Arnold Jacobshagen (Hrsg.): Verdi und Wagner, Kulturen der Oper. Böhlau, Wien / Köln 2014, ISBN 978-3-412-22249-9, S. 263–291.
- Jürgen Maehder: The Intellectual Challenge of Staging Wagner: Staging Practice at Bayreuth Festival from Wieland Wagner to Patrice Chéreau. In: Marco Brighenti, Marco Targa (Hrsg.): Mettere in scena Wagner. Opera e regia fra Ottocento e contemporaneità. LIM, Lucca 2019, S. 151–174.
- Claus-Steffen Mahnkopf (Hrsg.): Richard Wagner, Konstrukteur der Moderne. Klett-Cotta, Stuttgart 1999, ISBN 3-608-91979-1.
- Bryan Magee: The Tristan Chord: Wagner and Philosophy. Metropolitan Books, New York 2001, ISBN 978-0-8050-6788-0.
- Volker Mertens: Richard Wagner und das Mittelalter. In: Ulrich Müller, Ursula Müller (Hrsg.): Richard Wagner und sein Mittelalter. Müller-Speiser, Anif / Salzburg 1989, S. 9–84.
- Ulrich Müller, Ursula Müller (Hrsg.): Richard Wagner und sein Mittelalter. Müller-Speiser, Anif / Salzburg 1989.
- Ulrich Müller, Oswald Panagl: Ring und Graal. Texte, Kommentare und Interpretationen zu Richard Wagners »Der Ring des Nibelungen«, »Tristan und Isolde«, »Die Meistersinger von Nürnberg« und »Parsifal«. Königshausen & Neumann, Würzburg 2002.
- Ulrich Müller: The Modern Reception of Gottfried's Tristan and the Medieval Legend of Tristan and Isolde. In: Will Hasty (a cura di): A Companion to Gottfried von Straßburg's »Tristan«. Camden House, Rochester, NY 2003; 2. Auflage 2010, S. 285–306.
- Jean-Jacques Nattiez: Wagner androgyne. Bourgois, Paris 1990; ins Englische übersetzt von Stewart Spencer, Princeton University Press, Princeton 1993.
- Jean-Jacques Nattiez: Analyses et interprétations de la musique. La mélodie du berger dans le »Tristan et Isolde« de Wagner. Vrin, Paris 2013, ISBN 978-2-7116-2512-3.
- Peter Petersen: Isolde und Tristan. Zur musikalischen Identität der Hauptfiguren in Richard Wagners „Handlung“ Tristan und Isolde. Königshausen & Neumann, Würzburg 2019, ISBN 978-3-8260-6796-9.
- Heinrich Poos: Die »Tristan«-Hieroglyphe. Ein allegoretischer Versuch. In: Heinz-Klaus Metzger, Rainer Riehn (Hrsg.): Richard Wagners »Tristan und Isolde«. text + kritik, München 1987, S. 46–103.
- Horst Scharschuch: Gesamtanalyse der Harmonik von Richard Wagners Musikdrama »Tristan und Isolde«. Unter spezieller Berücksichtigung der Sequenztechnik des Tristanstils. Bosse, Regensburg 1963.
- Manfred Hermann Schmid: Musik als Abbild. Studien zum Werk von Weber, Schumann und Wagner. Schneider, Tutzing 1981.
- Sebastian Urmoneit: »Tristan und Isolde« ─ Eros und Thanatos. Zur »dichterischen Deutung« der Harmonik von Richard Wagners 'Handlung' »Tristan und Isolde«. Studio, Sinzig 2005.
- Hans Rudolf Vaget: »Ohne Rat in fremdes Land?«: »Tristan und Isolde« in Amerika: Seidl, Mahler, Toscanini. In: Wagnerspectrum. 1/2005, S. 164–185.
- Egon Voss: »Wagner und kein Ende«. Betrachtungen und Studien. Atlantis, Zürich / Mainz 1996.
- Peter Wapnewski: Der traurige Gott. Richard Wagner in seinen Helden. C. H. Beck, München 1978.
- Peter Wapnewski: Richard Wagner. Die Szene und ihr Meister. C. H. Beck, München 1978.
- Peter Wapnewski: Tristan der Held Richard Wagners. Quadriga, Berlin 1981.
- Peter Wapnewski: Liebestod und Götternot. Zum »Tristan« und zum »Ring des Nibelungen«. Corso/Siedler, Berlin 1988.
- Asuka Yamazaki: Das deutsche Nationalbewusstsein des 19. Jahrhunderts und Richard Wagners „Tristan und Isolde“. Königshausen & Neumann, Würzburg 2013, ISBN 978-3-8260-5344-3 (Dissertation Universität Kyoto 2012).
- Elliott Zuckerman: The first hundred years of Wagner's Tristan. Columbia University Press, New York / London 1964.

## Belege
1. ↑  Edition C.F. Peters, Leipzig 1911. Abgebildet in imslp.org abgerufen am 4. März 2015
2. ↑  Fußnote Richard Wagners: Die Behandlung des Hornes glaubt der Tonsetzer einer vorzüglichen Beachtung empfehlen zu müssen. Durch die Einführung der Ventile ist für dieses Instrument unstreitig so viel gewonnen, daß es schwer fällt, diese Vervollständigung unbeachtet zu lassen, obgleich dadurch das Horn unleugbar an der Schönheit seines Tones, wie namentlich auch an der Fähigkeit, die Töne weich zu binden, verloren hat. Bei diesem großen Verluste müßte allerdings der Komponist, dem an der Erhaltung des echten Charakters des Hornes liegt, sich der Anwendung der Ventilhörner zu enthalten haben, wenn er nicht andererseits die Erfahrung gemacht hätte, daß vorzügliche Künstler durch besonders aufmerksame Behandlung die bezeichneten Nachteile fast bis zur Unmerklichkeit aufzuheben vermochten, so daß in Bezug auf Ton und Bindung kaum noch ein Unterschied wahrzunehmen war. In Erwartung einer hoffentlich unausbleiblichen Verbesserung des Ventilhornes sei daher den Hornbläsern dringend empfohlen, die in der vorliegenden Partitur ihnen zugewiesenen Partien sehr genau zu studieren, um für alle Erfordernisse des Vortrags die richtige Verwendung der entsprechendsten Stimmungen und Ventile auszufinden. Schon hat der Komponist auf den E-Bogen (neben dem F-Bogen) unbedingt gerechnet, ob daneben auch die anderen Umstimmungen, wie sie zur leichteren Bezeichnung der tiefen, oder auch des erforderlichen Klanges höherer Töne, häufig in der Partitur angegeben sind, durch Aufsetzen der betreffenden Bogen zu vermitteln sein werden, mögen die Hornbläser selbst entscheiden, doch hat der Komponist meist angenommen, daß, namentlich die einzelnen tiefen Töne, durch Transposition hervorzubringen seien. – Die mit einem + bezeichneten einzelnen Noten bedeuten gestopfte Töne, und mögen diese nun auch in Stimmungen vorkommen, in welchen sie offen liegen, so ist doch jedesmal angenommen, daß dann der Bläser durch ein Ventil die Stimmung der Art wechsele, daß der gemeinte Ton als gestopfter zu Gehör komme.
3. ↑  Fußnote Richard Wagners: Unter den zwei ersten Posaunen sind durchaus sogenannte Tenor-Bassposaunen (also keine Altposaune dabei) verstanden, die dritte Posaune ist jedenfalls durch eine wirkliche Bassposaune zu besetzen.
4. ↑  Fußnote Richard Wagners: Der Vortrag des Hirtenreigens auf dem Englischen Horn (in der ersten Szene des dritten Aktes) erfordert einen so vollendeten Künstler, daß er jedenfalls von demselben Bläser übernommen und hinter der Szene ausgeführt werden muß, welcher im Verlaufe des ganzen Abends das Englische Horn im Orchester bläst. Da das Englische Horn erst für die zweite Szene wieder im Orchester angewandt ist, wird der Bläser genügende Zeit haben, bis dahin seinen Platz daselbst wieder einzunehmen, was noch mehr erleichtert wird, wenn der bei weitem einfachere heitere Reigen gegen Ende der ersten Szene von einem anderen Musiker, entweder (mit Verstärkung anderer Holzbläser) ebenfalls auf dem Englischen Horn, oder (wie in der Anmerkung zu der betreffenden Stelle, Seite 373, angegeben ist) auf einem eigens hierzu angefertigten einfachen Naturinstrumente, geblasen werden kann. Unter den zwei ersten Posaunen sind durchaus sogenannte Tenor-Bassposaunen (also keine Altposaune dabei) verstanden, die dritte Posaune ist jedenfalls durch eine wirkliche Bassposaune zu besetzen.
5. ↑  Vgl. das Kapitel „Tristan-Harmonik“ in Peter Petersen: Isolde und Tristan. Zur musikalischen Identität der Hauptfiguren in Richard Wagners „Handlung“ Tristan und Isolde. Königshausen & Neumann, Würzburg 2019, S. 47 ff.
6. ↑  Martin Geck, Wagner. Biographie. Siedler, München, 2012, S. 246. Geck zitiert Andreas Dorschel: Die Idee der „Einswerdung“ in Wagners Tristan. In: Heinz-Klaus Metzger / Rainer Riehn (Hrsg.): Richard Wagner, Tristan und Isolde. edition text + kritik, München 1987 (Musik-Konzepte 57/58), S. 3–45.
7. ↑  Richard Wagner: Oper und Drama, hrsg. u. kommentiert von Klaus Kropfinger, Stuttgart: Reclam 1984.
8. ↑  Richard Wagner: Gesammelte Schriften und Dichtungen Bd. 7, S. 119.
9. ↑  Richard Wagner: Gesammelte Schriften und Dichtungen Bd. 10, S. 185.
10. ↑  Richard Wagner: Über Franz Liszts’s Symphonische Dichtungen. In: Gesammelte Schriften und Dichtungen Bd. 5, S. 182–198.
11. ↑  Richard Wagner über Tristan und Isolde. Aussprüche des Meisters über sein Werk. Leipzig 1912, S. 120
12. ↑  Für eine differenzierte Sicht des Zusammenhangs zwischen Wagners Liebesbeziehung und dem Werk siehe Andreas Dorschel, Reflex, Vision, Gegenbild. Konstellationen zwischen Kunst und Leben. In: Weimarer Beiträge 64 (2018), H. 2, S. 286–298.
13. ↑  Richard Wagner: Über Tristan und Isolde, Aussprüche des Meister über sein Werk, zusammengestellt von Edwin Lindner, Leipzig 1912, S. 122. In einem weiteren Schreiben an seinen Verleger begründete Wagner die Karlsruher Verschiebung mit der „sehr mangelhaften Besetzung des Faches einer ersten Sängerin“ in Karlsruhe, womit wiederum Garrigues gemeint war.
14. ↑  Malvina Schnorr von Carolsfeld bei isoldes-liebestod.net
15. ↑  Wagner 200: Wien – Absage „Tristan und Isolde“ und Schuldenflucht, abgerufen am 28. Oktober 2016.
16. ↑  Sabine Kurt, Ingrid Rückert, Reiner Nägele (Hrsg.): Richard Wagner. Die Münchner Zeit (1864–1865). (Katalog zur Ausstellung in der Bayerischen Staatsbibliothek vom 15. März bis 28. Mai 2013) Bayerische Staatsbibliothek, München 2013, ISBN 978-3-86906-476-5, S. 37f
17. ↑  Die Pfändung beruhte auf einem Schuldschein aus Paris, welcher von einem Münchner Wagner-Gegner aufgekauft worden war. Näheres hierzu in Carl Friedrich Glasenapp: Das Leben Richard Wagners, 5. Buch, zeno.org – Wagners Frau Minna überlebte die akute Krise vom Juni 1865, starb jedoch am 25. Januar 1866 in Dresden.
18. ↑  Kerstin Decker: Nietzsche und Wagner: Geschichte einer Hassliebe. books.google.at
19. ↑  jrank.org
20. ↑  The Androom Archives: xs4all.nl, abgerufen am 29. Oktober 2016.
21. ↑  Eduard Schelle in der Wiener Presse: „Das Gedicht ist in jeder Beziehung eine Absurdität, die Musik mit Ausnahme einiger Partien das raffinierte Gebräu einer abgelebten, krankhaften Phantasie“.
22. ↑  Carl Friedrich Glasenapp: Das Leben Richard Wagners, 5. Buch, online abgerufen am 28. Oktober 2016 unter: zeno.org
23. ↑  Zwar verlangt die Partitur für die Rolle der Brangäne eine Sopran-Stimme (und die Brangäne wurde auch in der Uraufführung von einem Sopran gesungen), jedoch hat sich allgemein eingebürgert, diese Partie mit einem Mezzosopran zu besetzen. Vgl. dazu den Artikel „Mezzo-Soprano“ von Owen Janker, J. B. Steane und Elizabeth Forbes in Stanley Sadie (Hrsg.): The New Grove Dictionary of Opera. Macmillan, London 1992, ISBN 978-1-56159-228-9, Band 3, S. 372. In nahezu allen verfügbaren Tondokumenten wird Brangäne von einem Mezzosopran gesungen, siehe dazu Tristan und Isolde discography in der englischsprachigen Wikipedia.
24. ↑  Egon Voss: Die Dirigenten der Bayreuther Festspiele, 1976, Gustav Bosse Verlag, Regensburg; Dokumentation zu Tristan und Isolde: S. 100
25. ↑  So begründet bei Egon Voss (Ebenda)
26. ↑  Rolf Schneider: Wagner für Eilige. Aufbau Taschenbuch Verlag, Berlin 2000
27. ↑  Pahlen, S. 116
28. ↑  Vergleiche die Markierung im Notentext des ersten Trompeters (Memento vom 9. September 2017 im Internet Archive)
29. ↑  Georg Tiefenbach: Romantik und Symbolismus. Bilder und Musik in der Ouvertüre von Lars von Triers Melancholia. Königshausen & Neumann, Würzburg, ISBN 978-3-8260-9037-0, S. 227–254.